# Skulpturenweg von P. Struycken

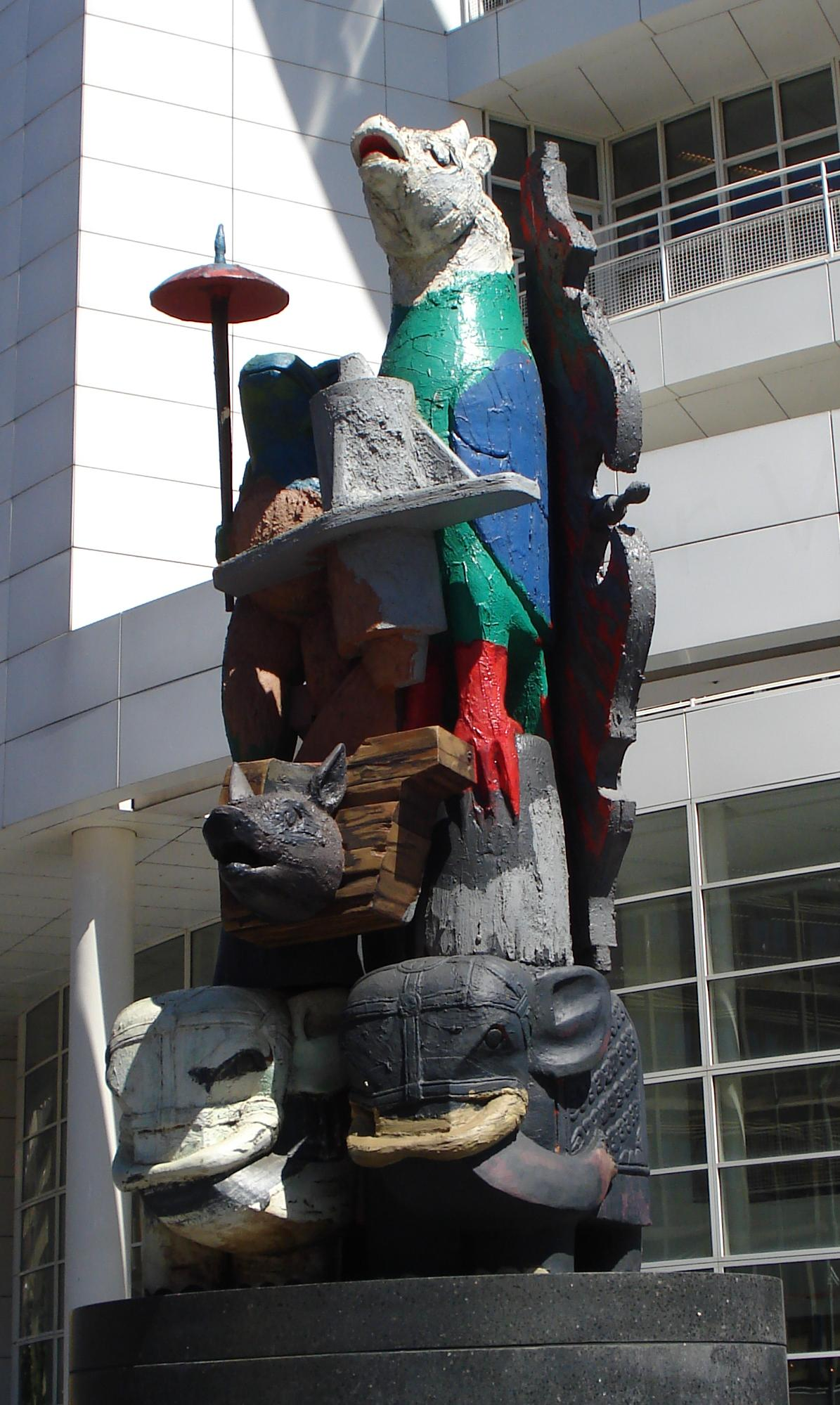
Karel Appel: Frog with umbrella

Der Skulpturenweg von P. Struycken (niederländisch Beeldengalerij P. Struycken, De Beeldengalerij voor Den Haag und früher auch Sokkelplan genannt) wurde 1990 nach einem Konzept von P. Struycken 1990 in Den Haag erstellt.
Das Konzept beinhaltet Skulpturen, die auf ovalen Sockeln aus Terrazzo aufgestellt sind, die Granit imitieren. Sie befinden sich in den Fußgängerzonen: Grote Marktstraat, Kalvermarkt und Spui von Den Haag. 40 niederländische und in den Niederlanden arbeitende Bildhauer wurden aufgefordert Skulpturen für den Weg herzustellen. Die Skulpturen wurden im Abstand von 25 Metern auf Sockeln aufgestellt, die von dem Keramiker Geert Lap hergestellt wurden. Im Jahr 2008 waren zu Beginn des Festivals Den Haag Sculpture alle Skulpturen aufgestellt.

## Werke
Entlang des weiter oben beschriebenen Skulpturenwegs befinden sich nachfolgende Skulpturen:
- Sonja Oudendijk, Bellevue-toren (1993)
- Joost van den Toorn, For whom the bell tolls (1993)
- Marc Ruygrok, EN/OF (1993)
- Eja Siepman van den Berg, Nike (1993)
- Michael Jacklin,  Ohne Titel (1993)
- Alfred Eikelenboom, Ohne Titel (1994)
- Rien Monshouwer, Beeld (1994)
- Ernst Hazenbroek, Placebo (1994)
- Berry Holslag, The Observer (1994)
- Carel Visser, Ohne Titel (1994)
- Auke de Vries, Ohne Titel (1994)
- Adam Colton, Ohne Titel (1996)
- Sigurdur Gudmundsson, Ohne Titel (1996)
- Lon Pennock, Intersection (1996)
- Jan Snoeck, La nostalgie de la lumière totale, Paul Éluard (2000)
- Pearl Perlmuter, Schapeman (2001/1993)
- Karel Appel, Frog with umbrella (2001/1993)
- Gert Germeraad, Mansportret (2002)
- Jan van de Pavert, Ministerie (2002)
- Tom Claassen, Mannetje met losse ledematen (2003)
- Sjoerd Buisman, Phyllotaxis Den Haag (2003)
- Leo Vroegindeweij, Ohne Titel (2004)
- Peter Otto, Twisted Totem (2004)
- Gijs Assmann, The he and the she and the is of it (2005)
- Arjanne van der Spek, Gisteren staat, Morgenstond (2005)
- André Kruysen, Rondanini (2005)
- Emo Verkerk, Sperwer (2005)
- Rob Birza, Tantratrijn (2007)
- André van de Wijdeven, I love JR (2007)
- Christien Rijnsdorp, De hef (2007)
- Jos Kruit, Ohne Titel (2007)
- Atelier van Lieshout, Veelhoofd (2010)
- Hans van Bentem, Space Duck Racer (2011)
- Famke van Wijk, Heaven holds a sense of wonder (2011)

## Fotogalerie

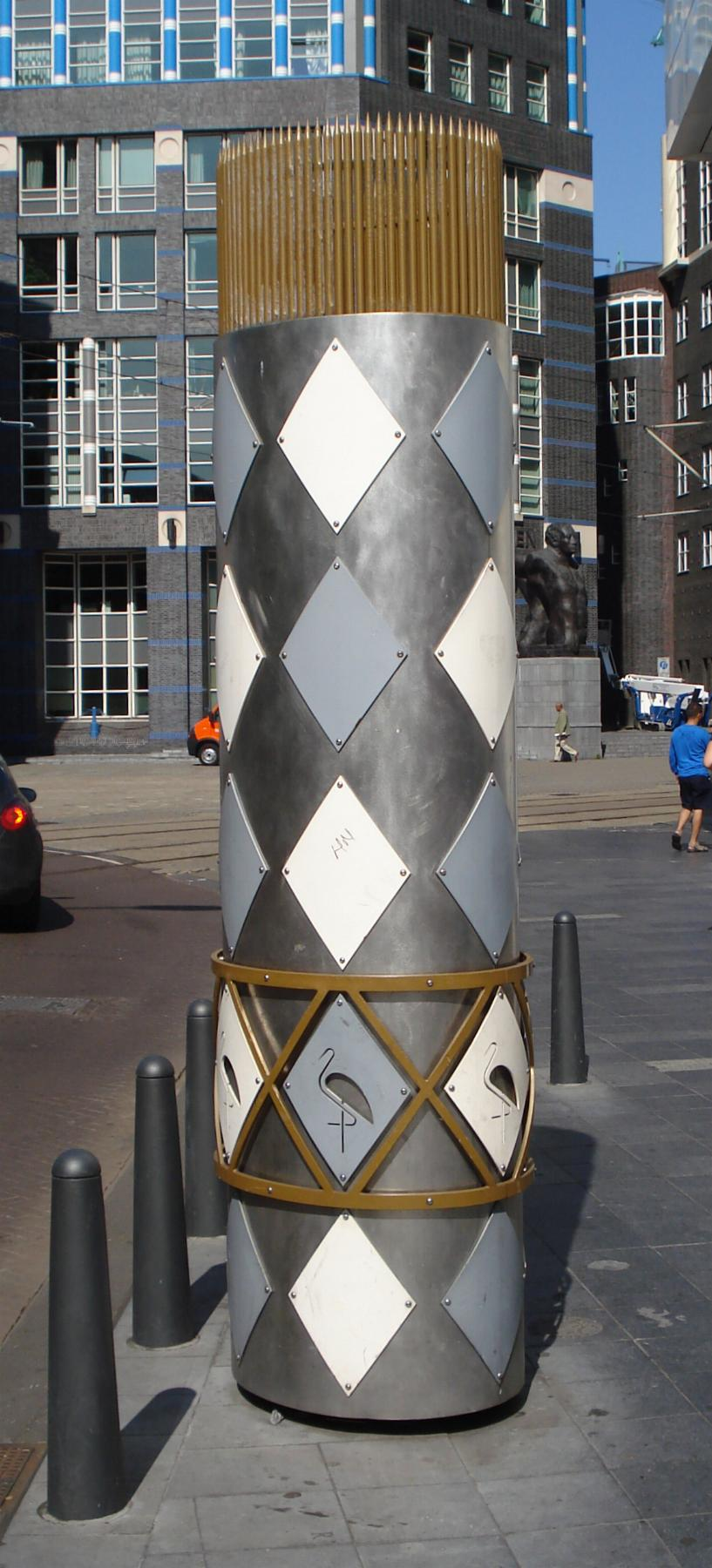
1. Sonja Oudendijk: Bellevue
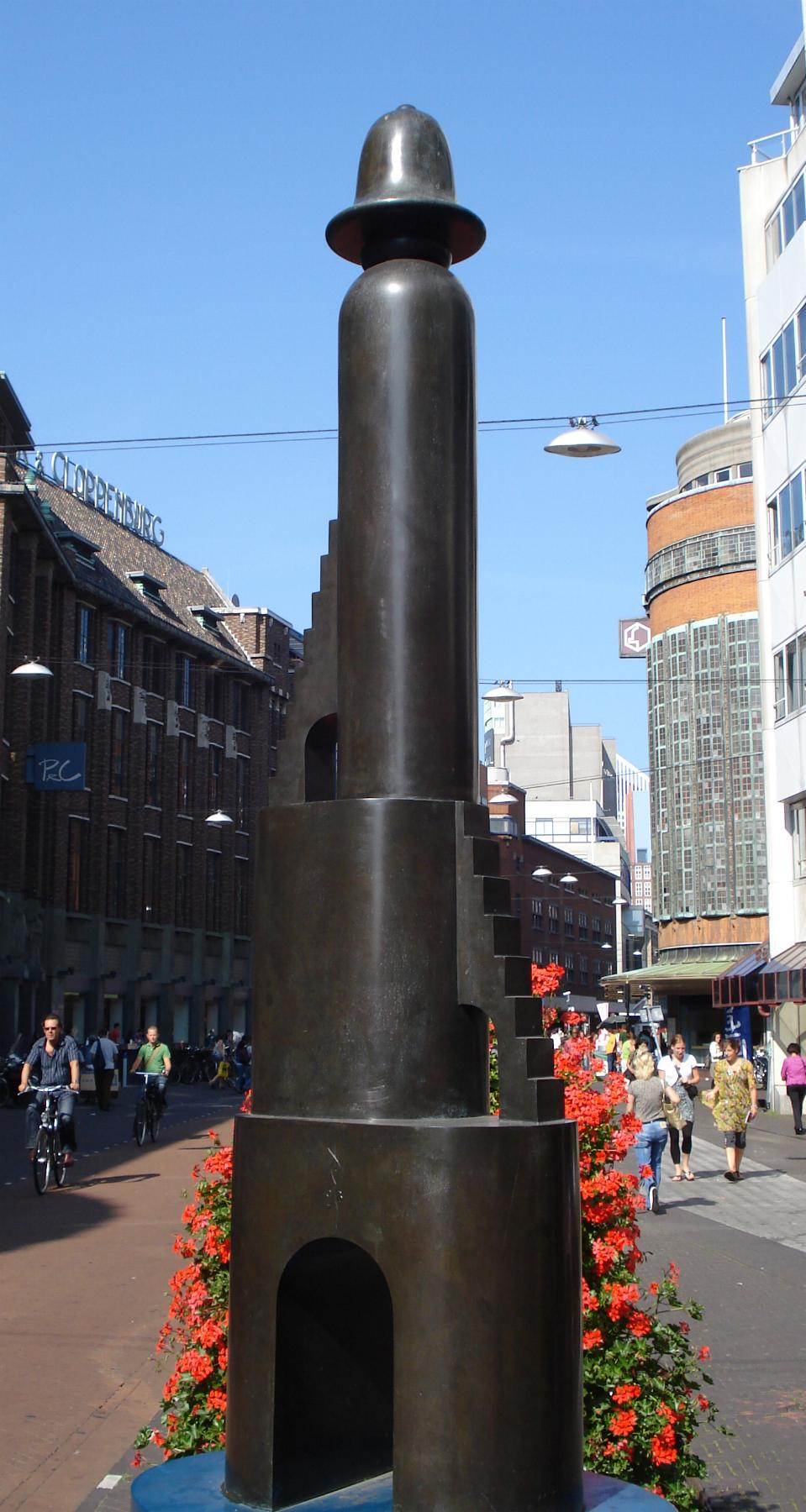
2. Joost van den Toorn: For whom the bell tolls
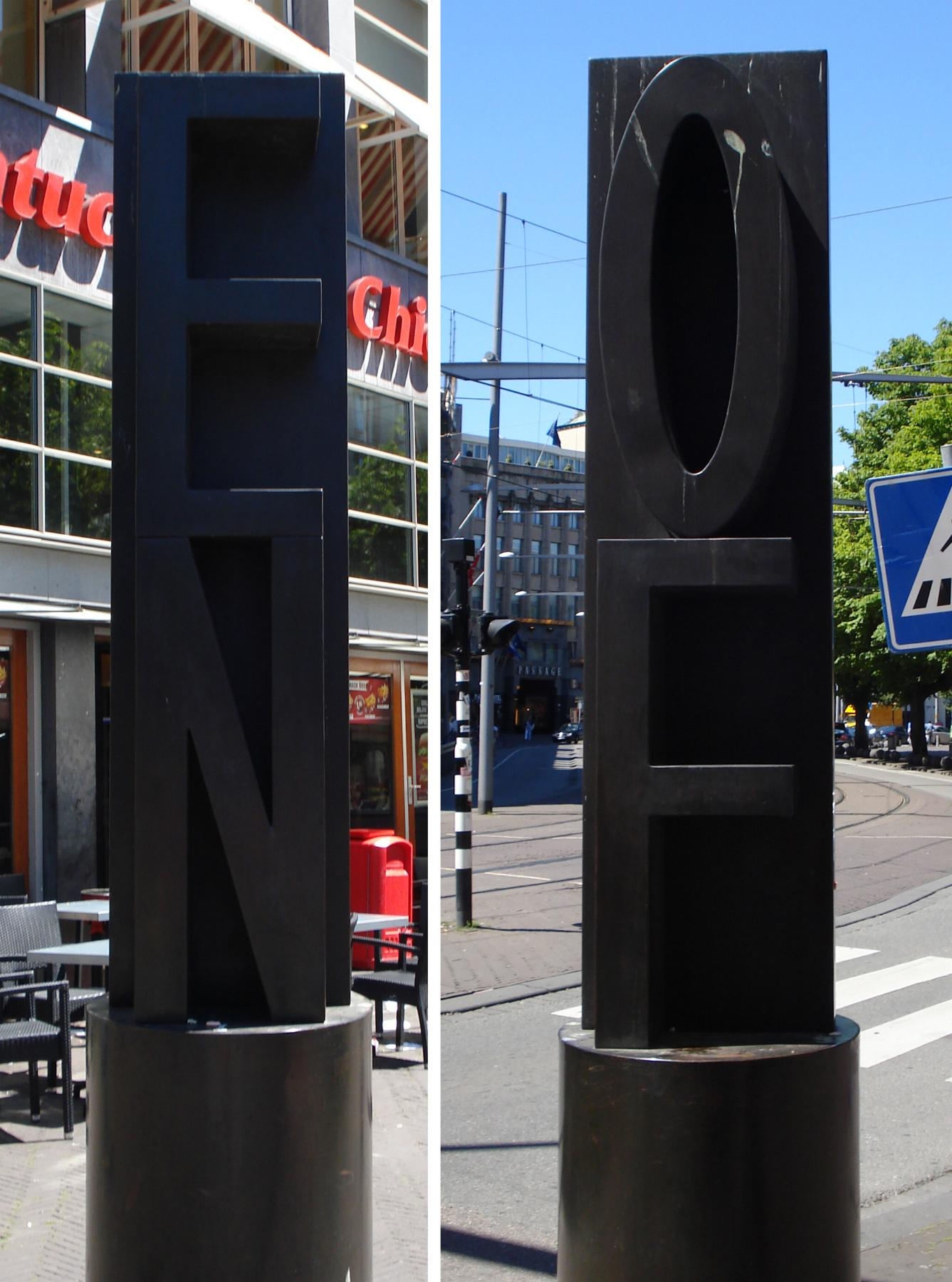
3. Marc Ruygrok: En/Of
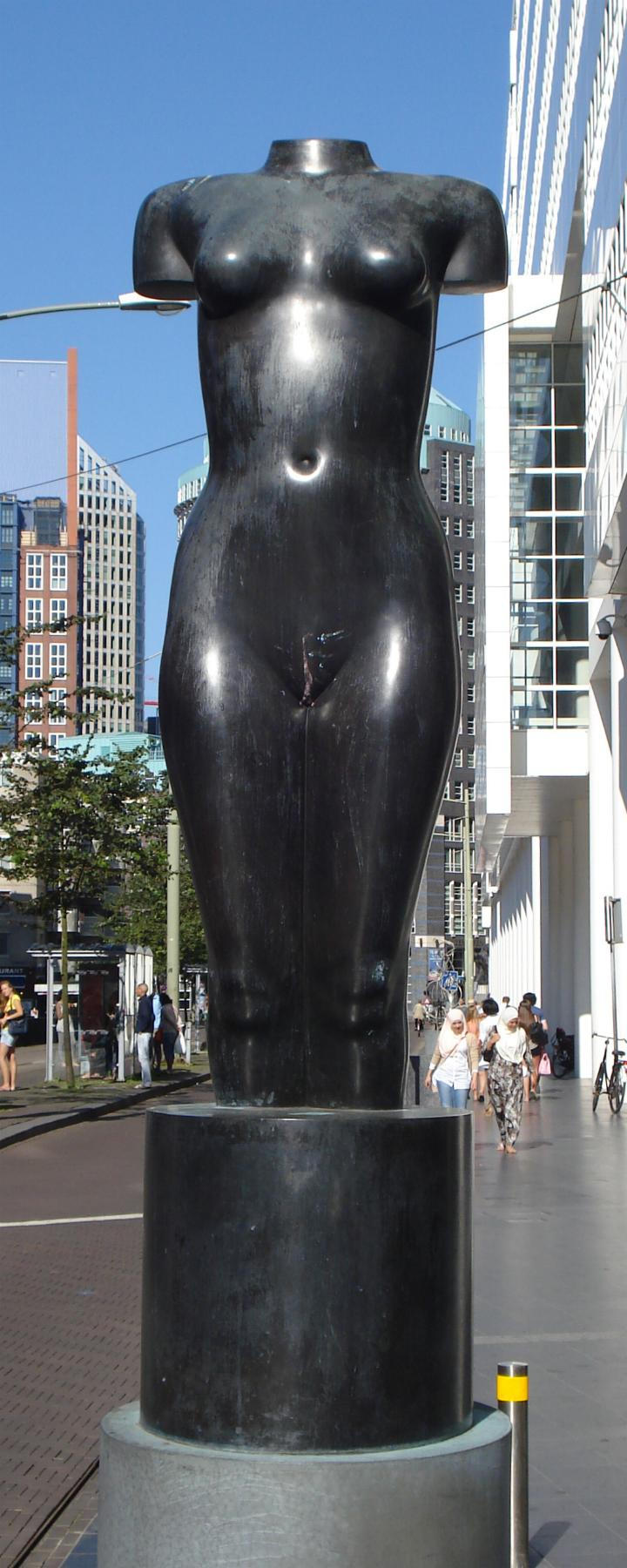
4. Eja Siepman van den Berg: Nike
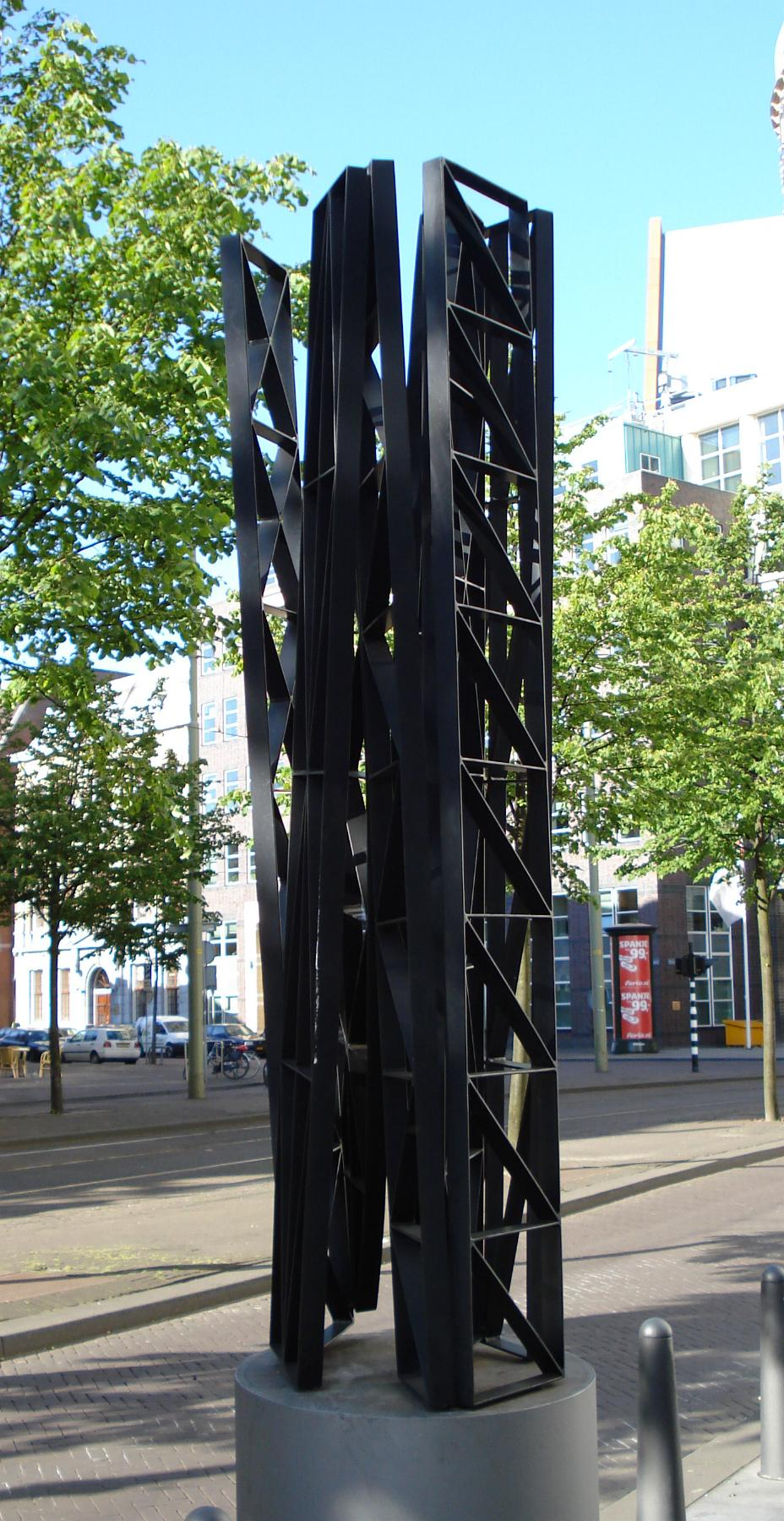
5. Michael Jacklin: Ohne Titel
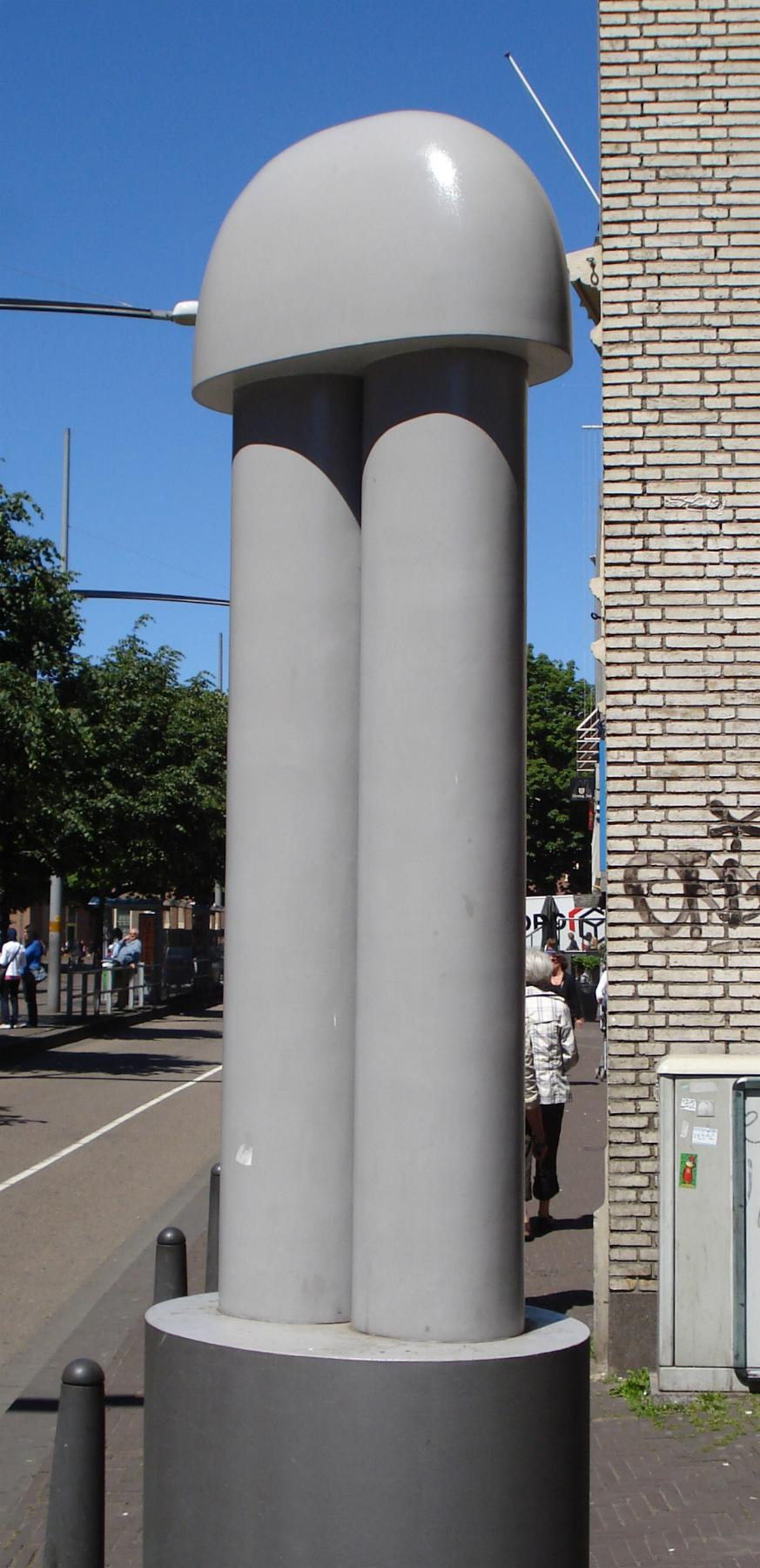
6. Alfred Eikelenboom: Ohne Titel
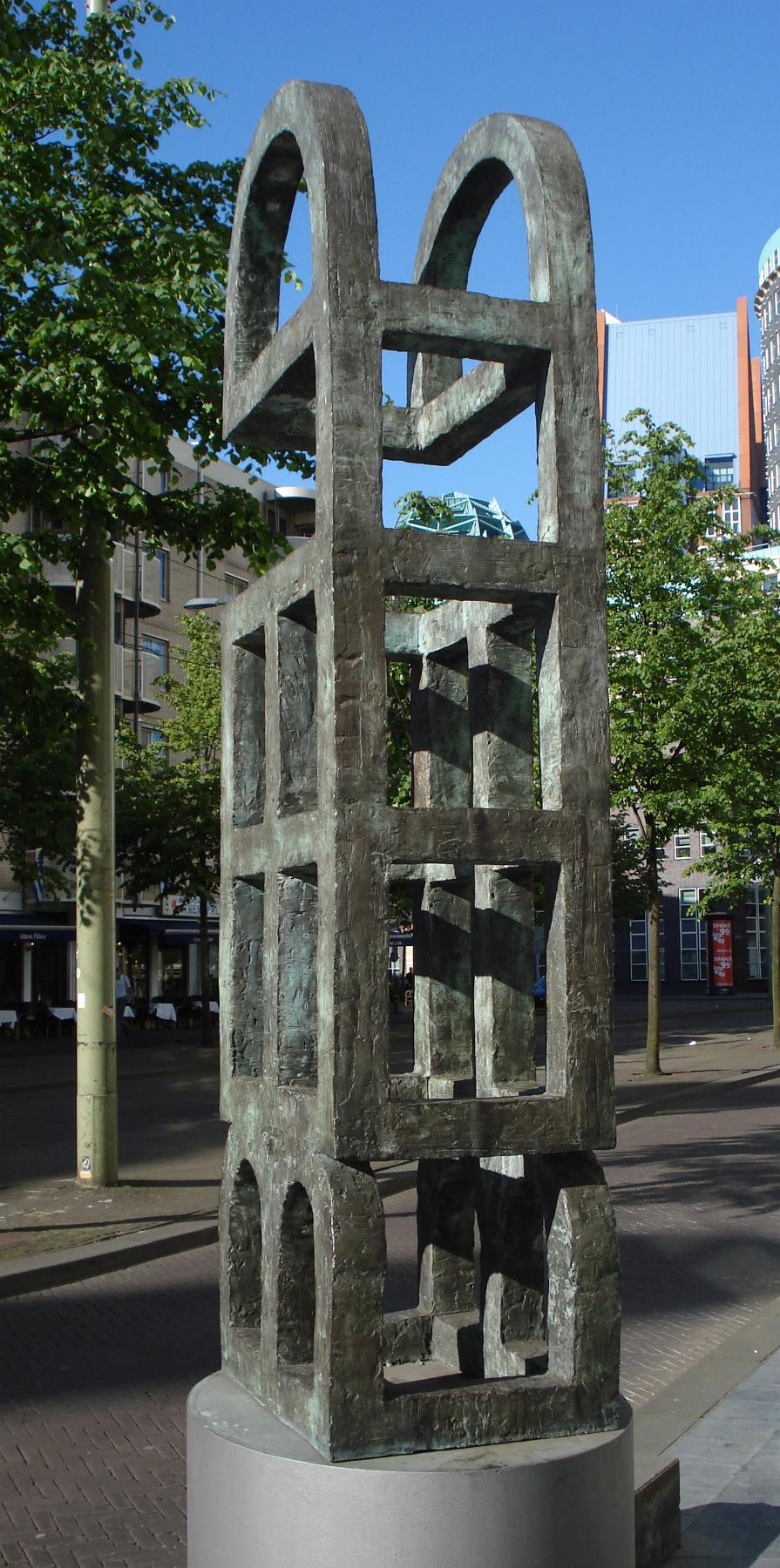
7. Rien Monshouwer: Beeld
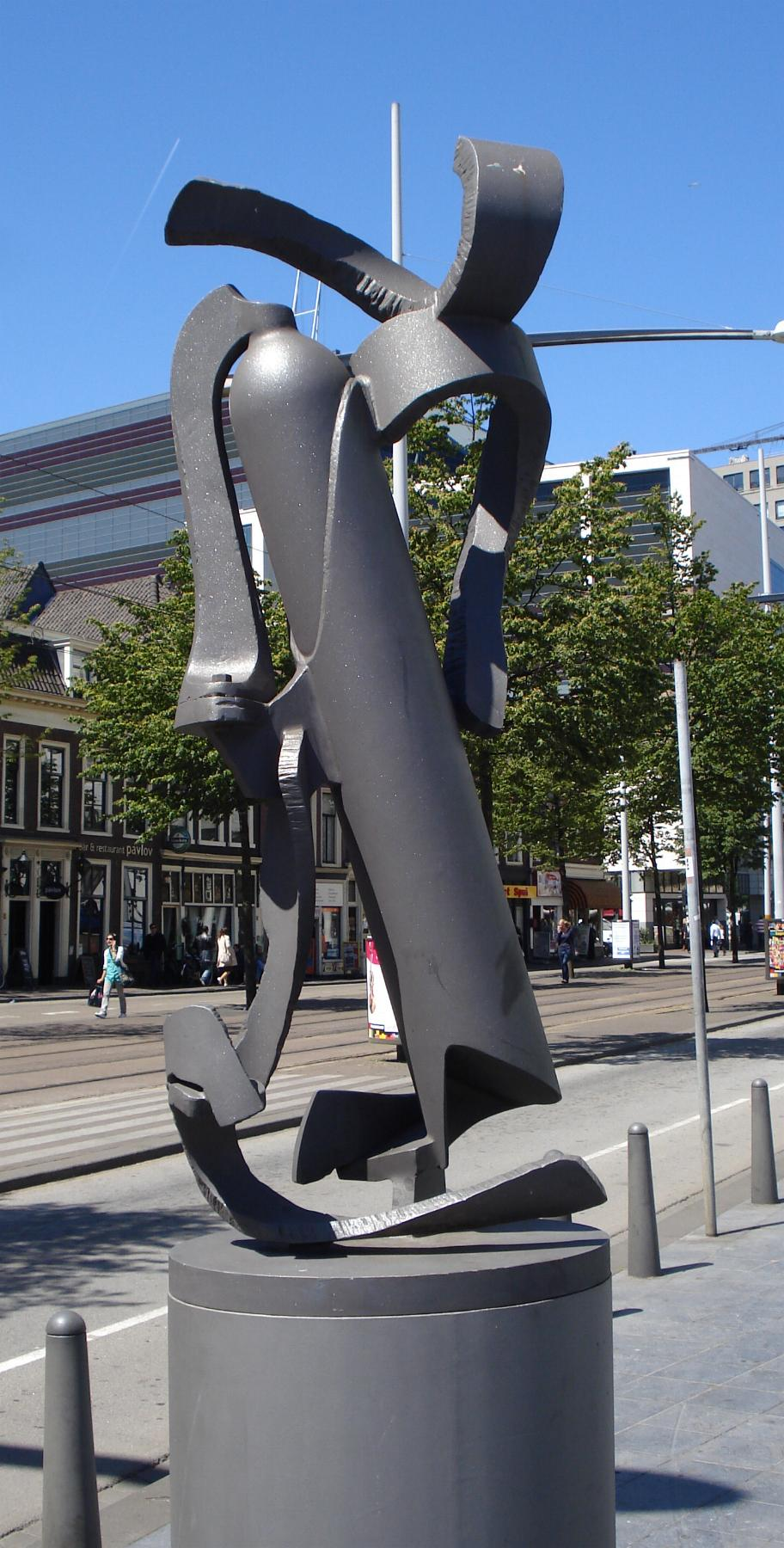
8. Ernst Hazenbroek: Placebo
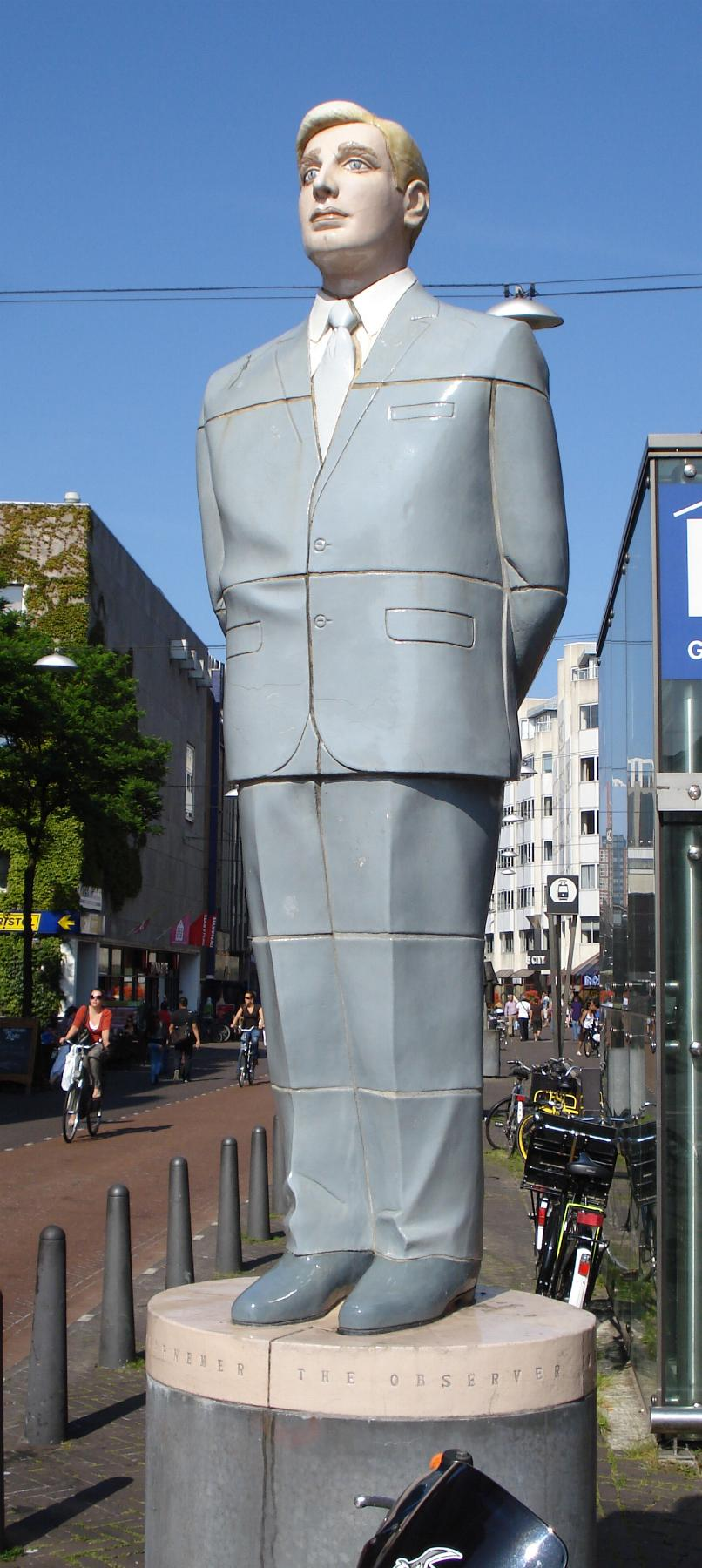
9. Berry Holslag: The observer
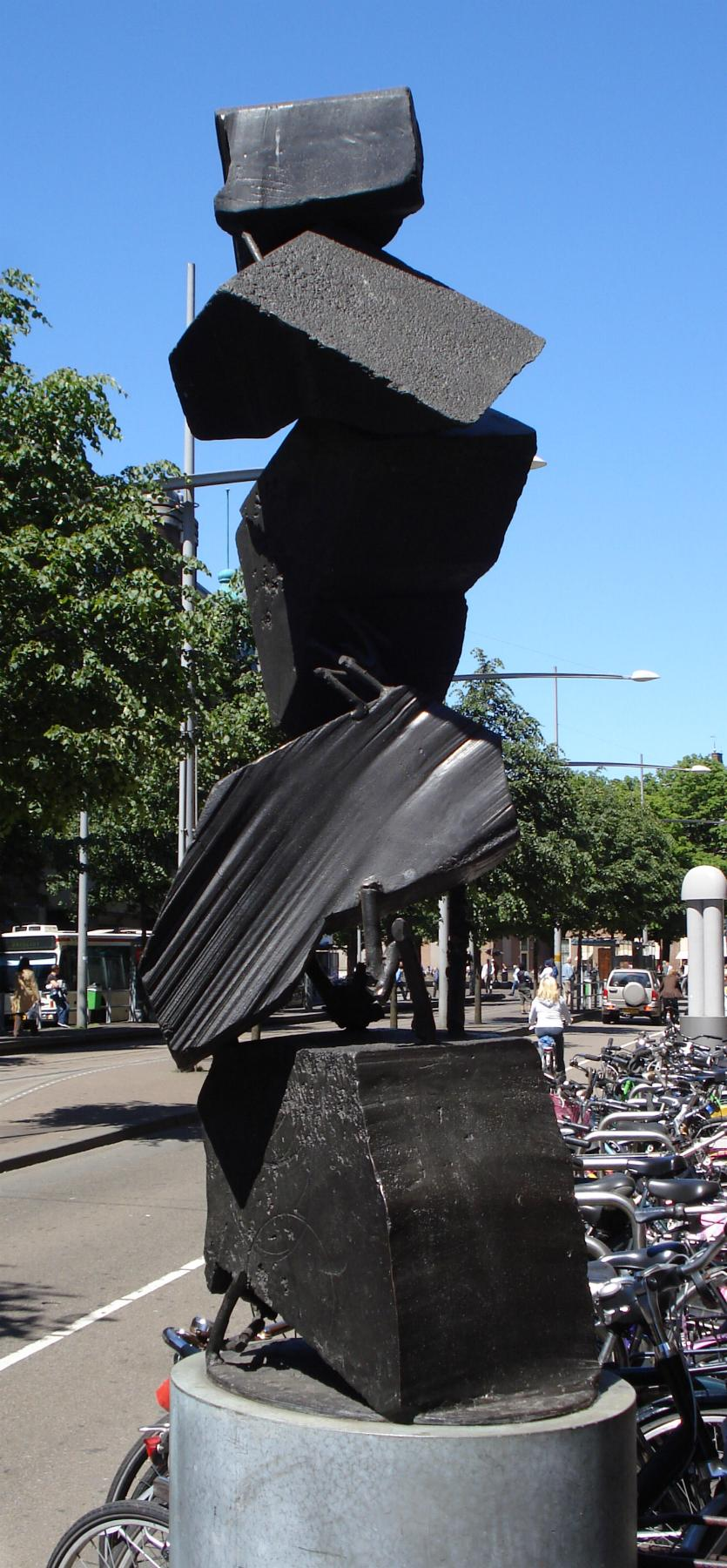
10. Carel Visser: Ohne Titel
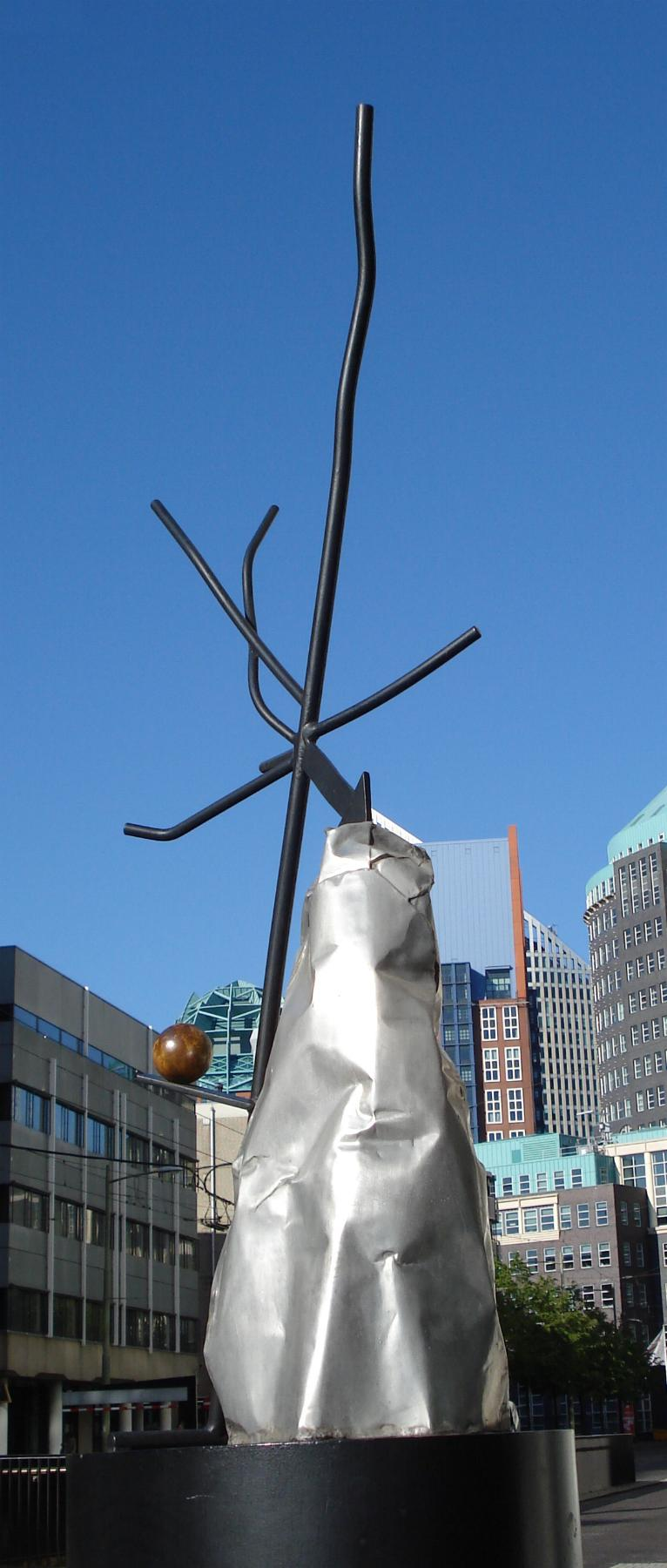
11. Auke de Vries: Ohne Titel
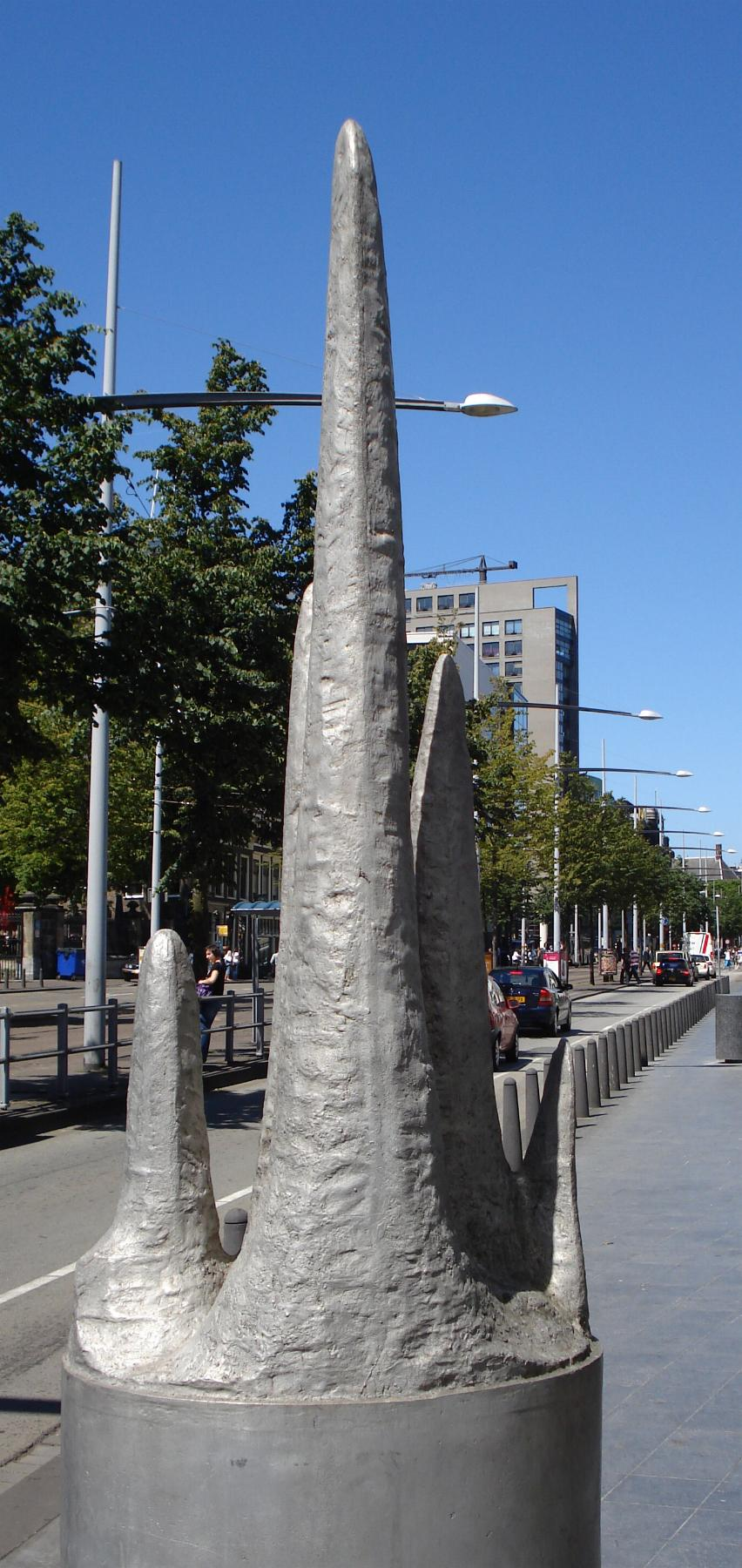
12. Adam Colton: Ohne Titel
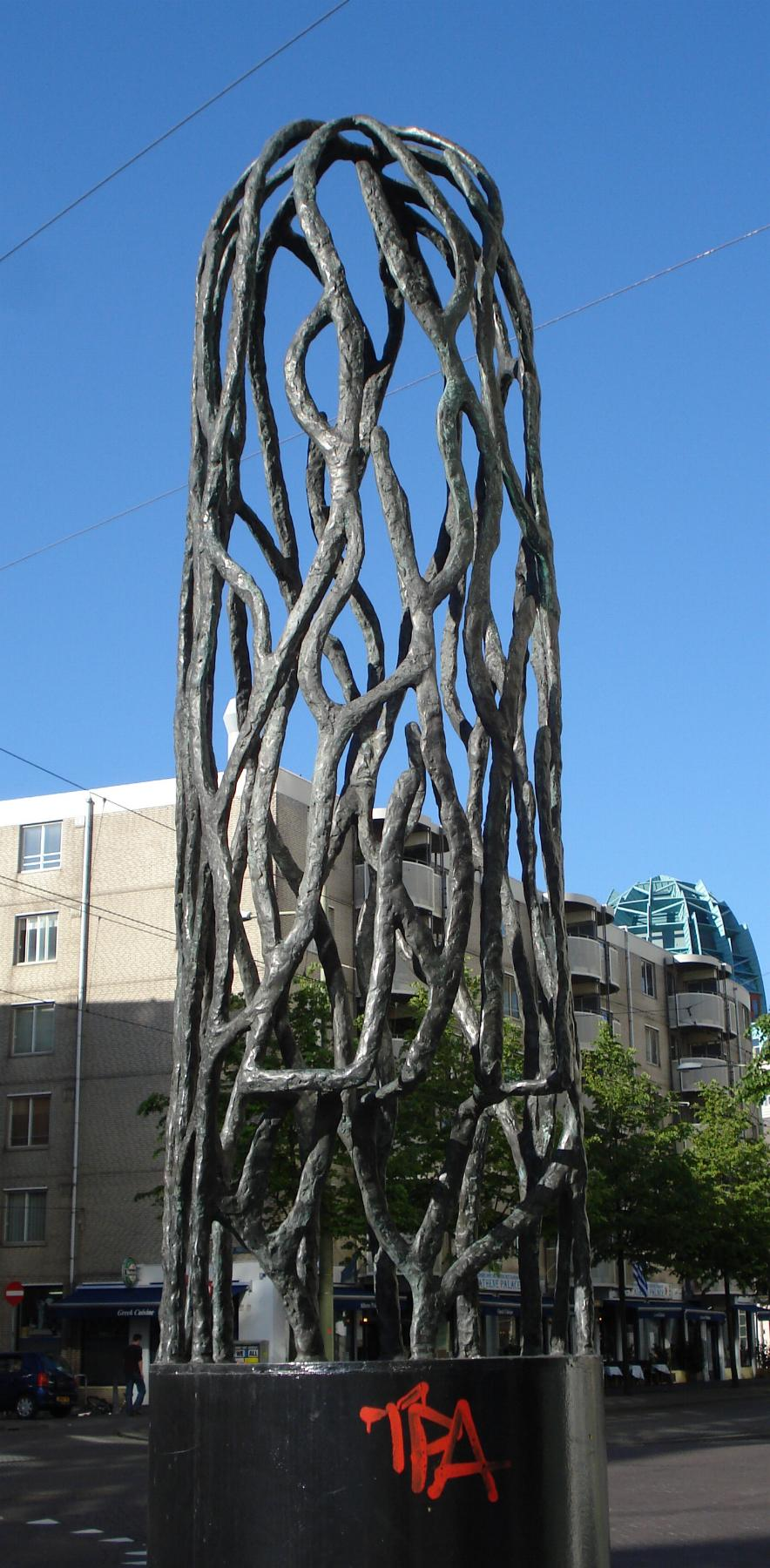
13. Sigurdur Gudmundsson: Ohne Titel
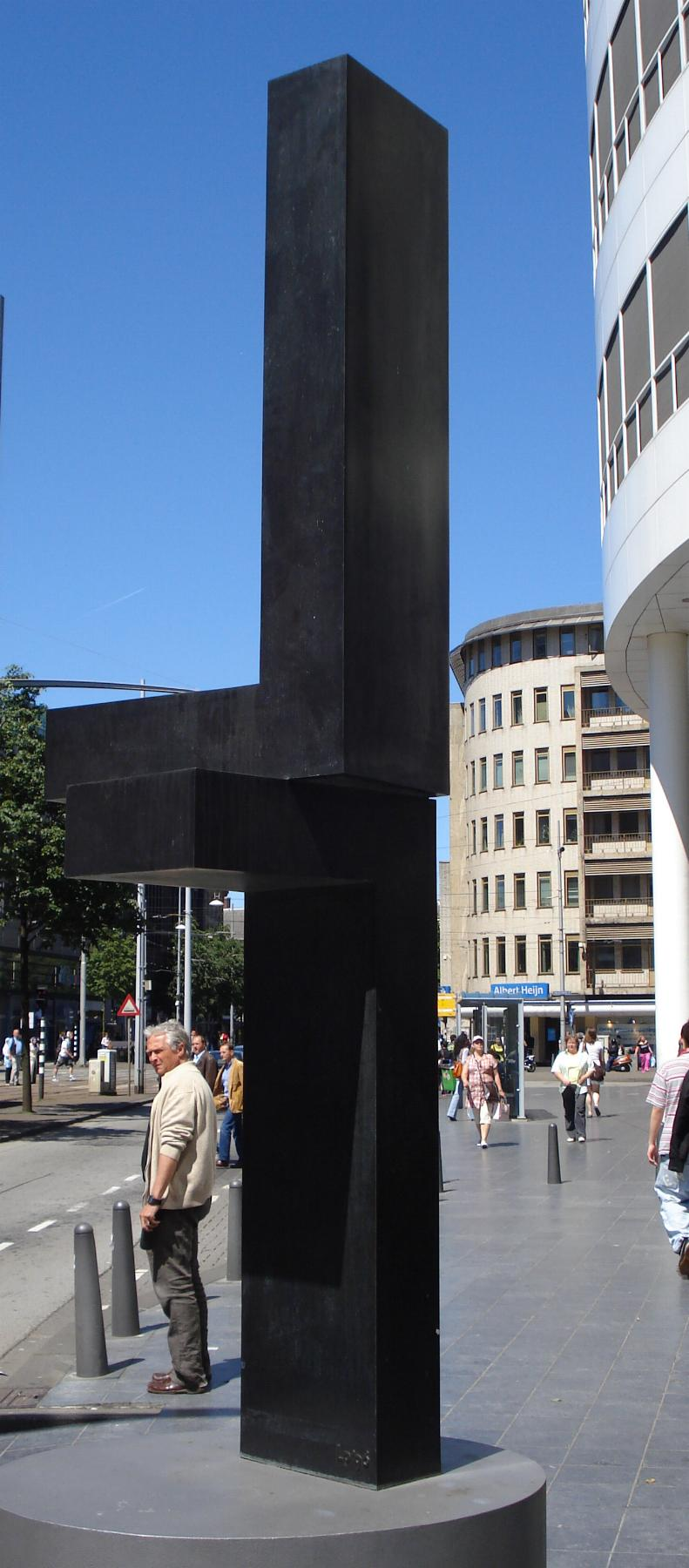
14. Lon Pennock: Intersection
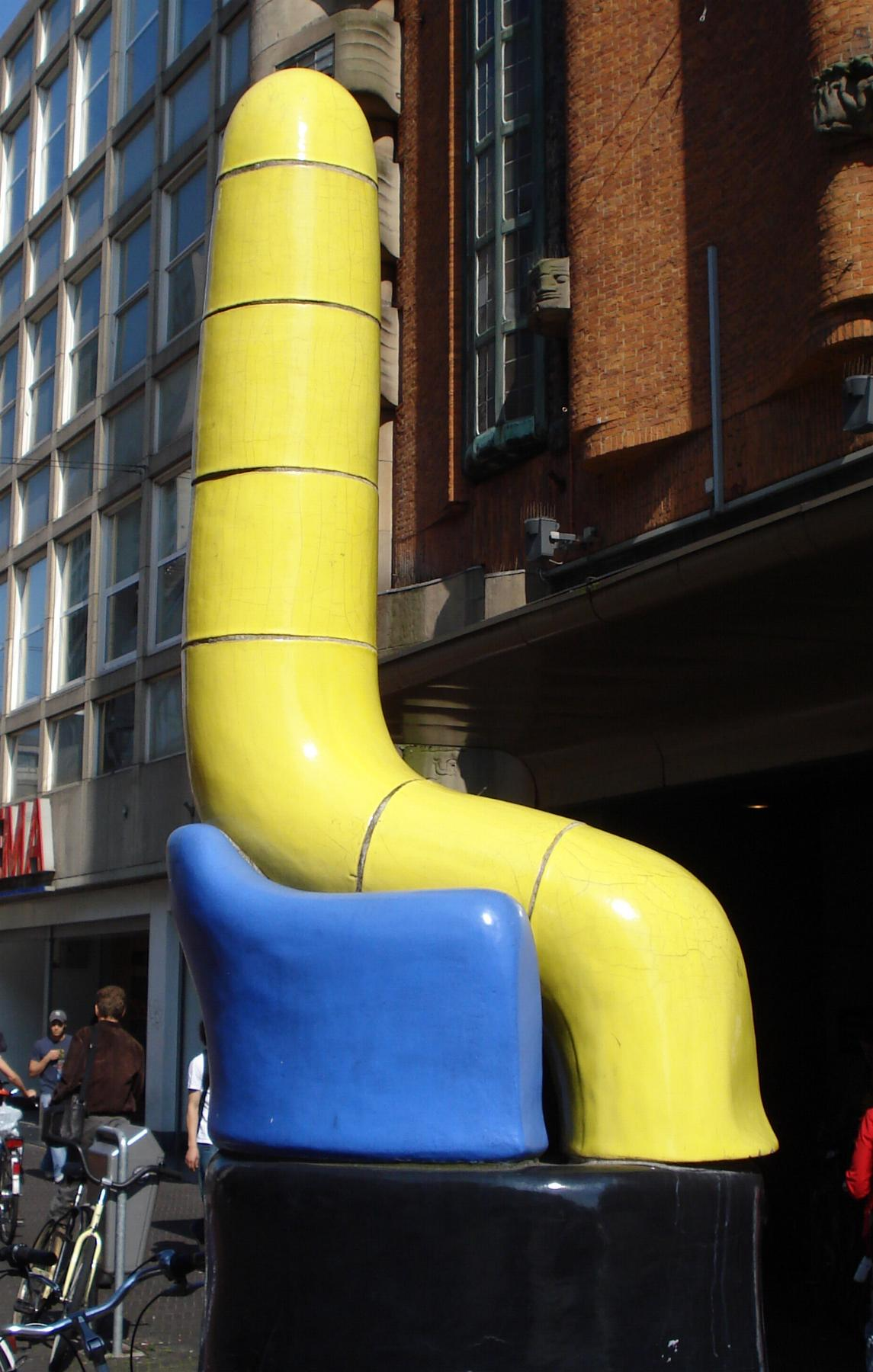
15. Jan Snoeck: La nostalgie de la lumière totale
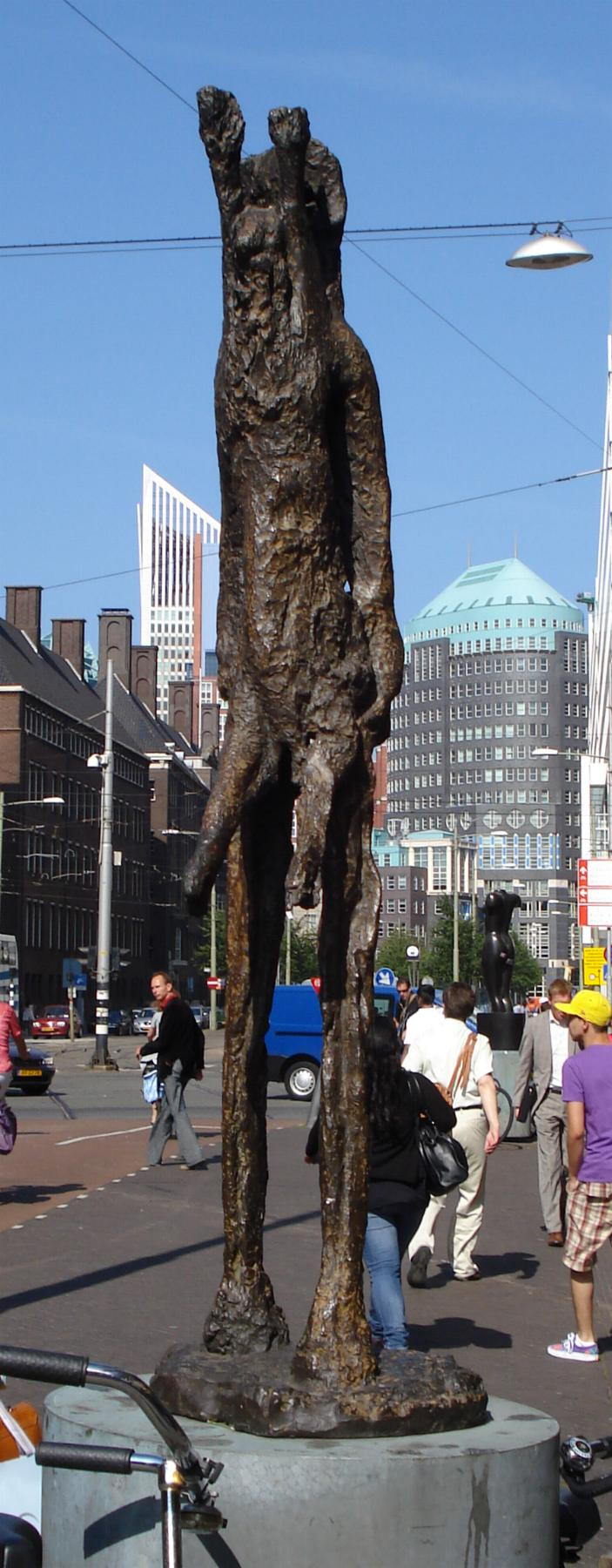
16. Pearl Perlmuter: Schapeman
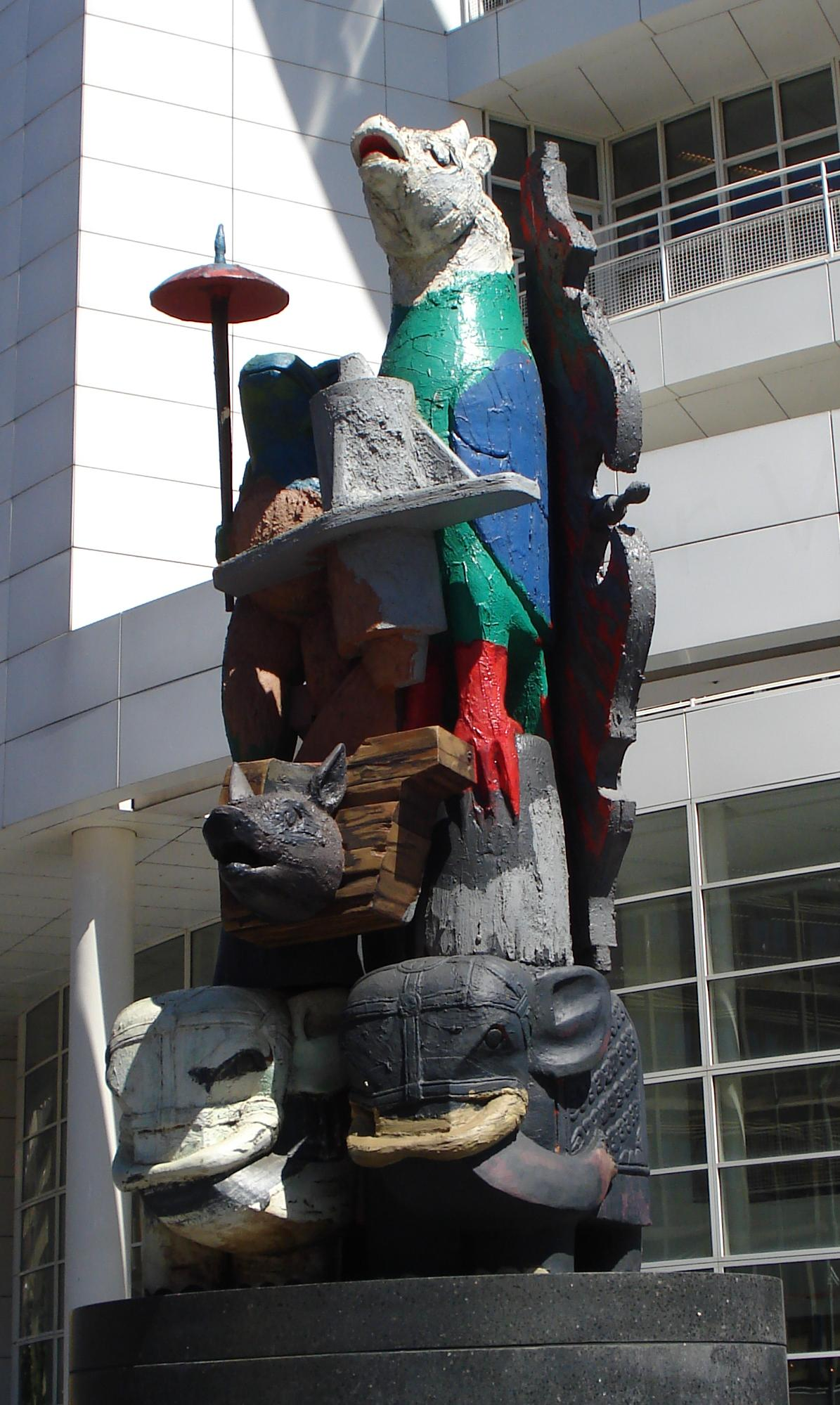
17. Karel Appel: Frog with umbrella
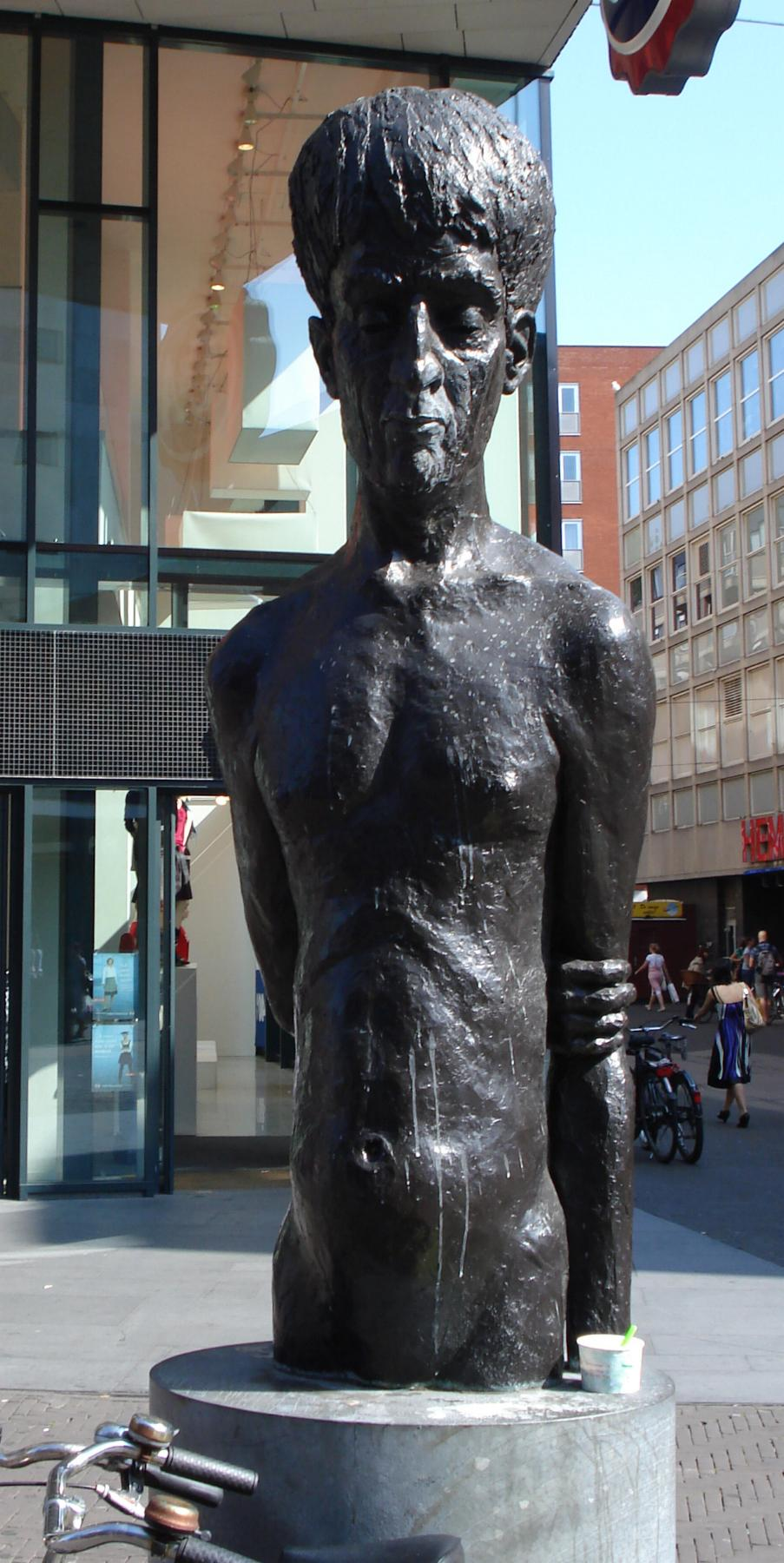
18. Gert Germeraad: Mansportret
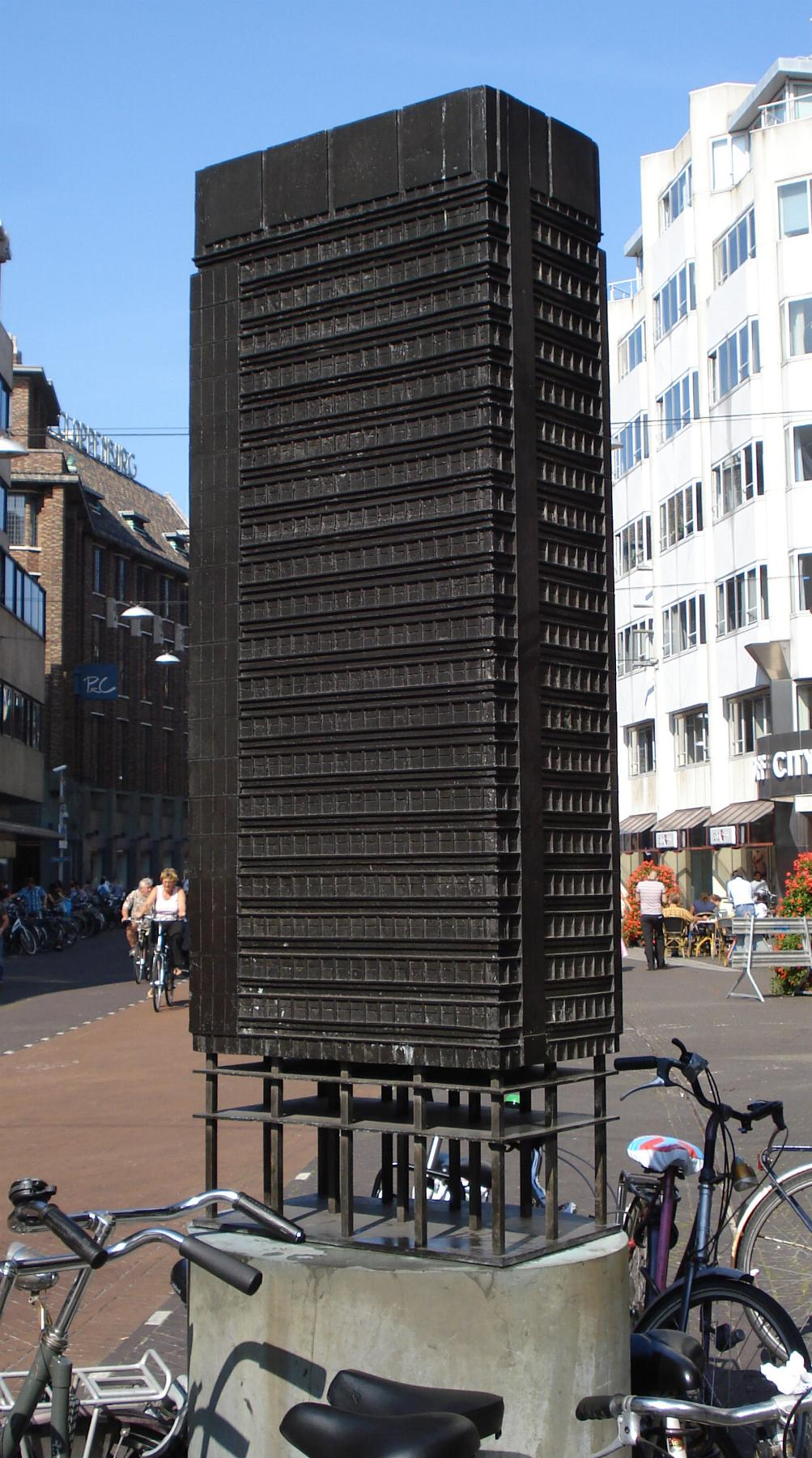
19. Jan van de Pavert: Ministerie
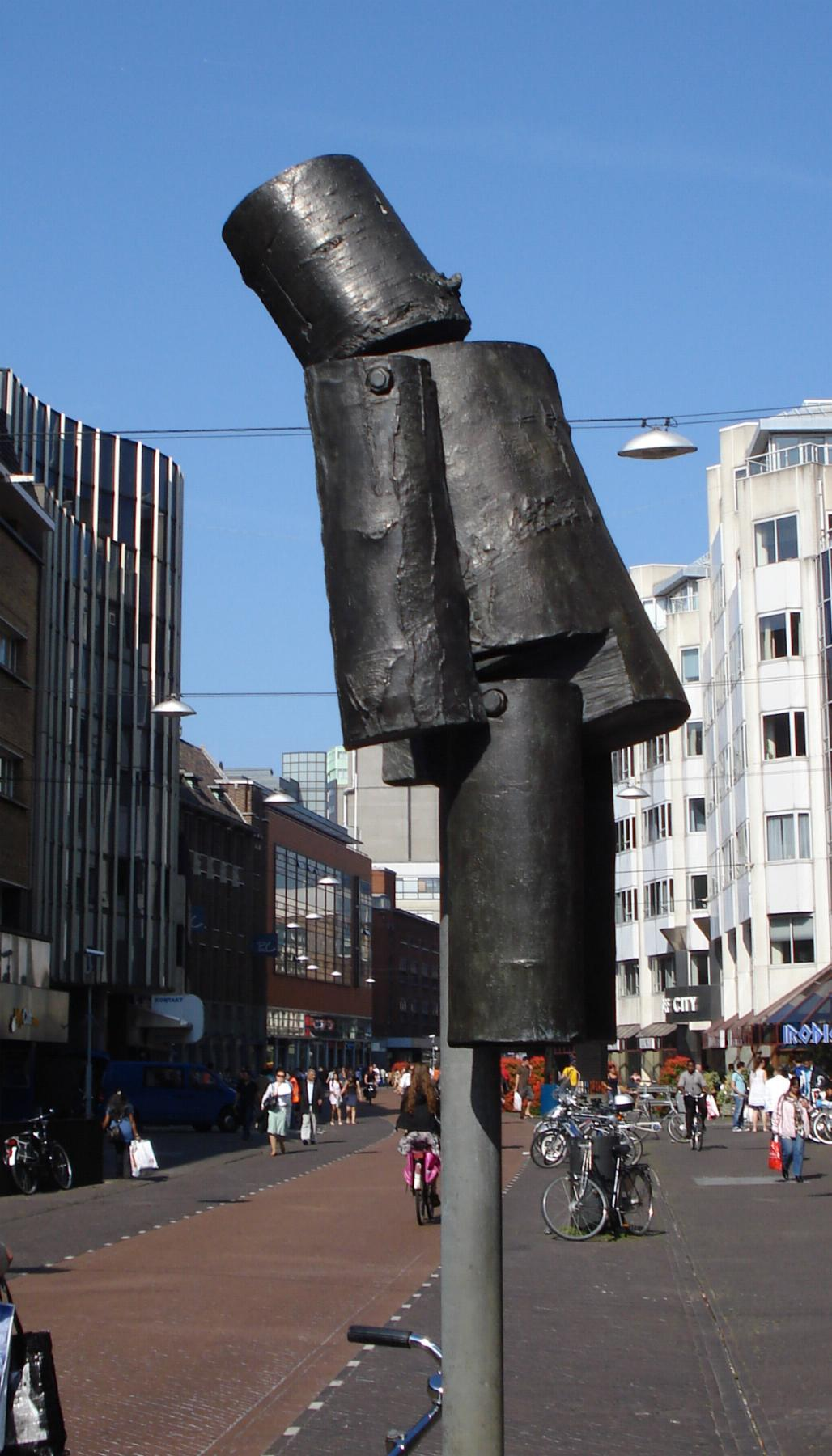
20. Tom Claassen: Mannetje met losse ledematen
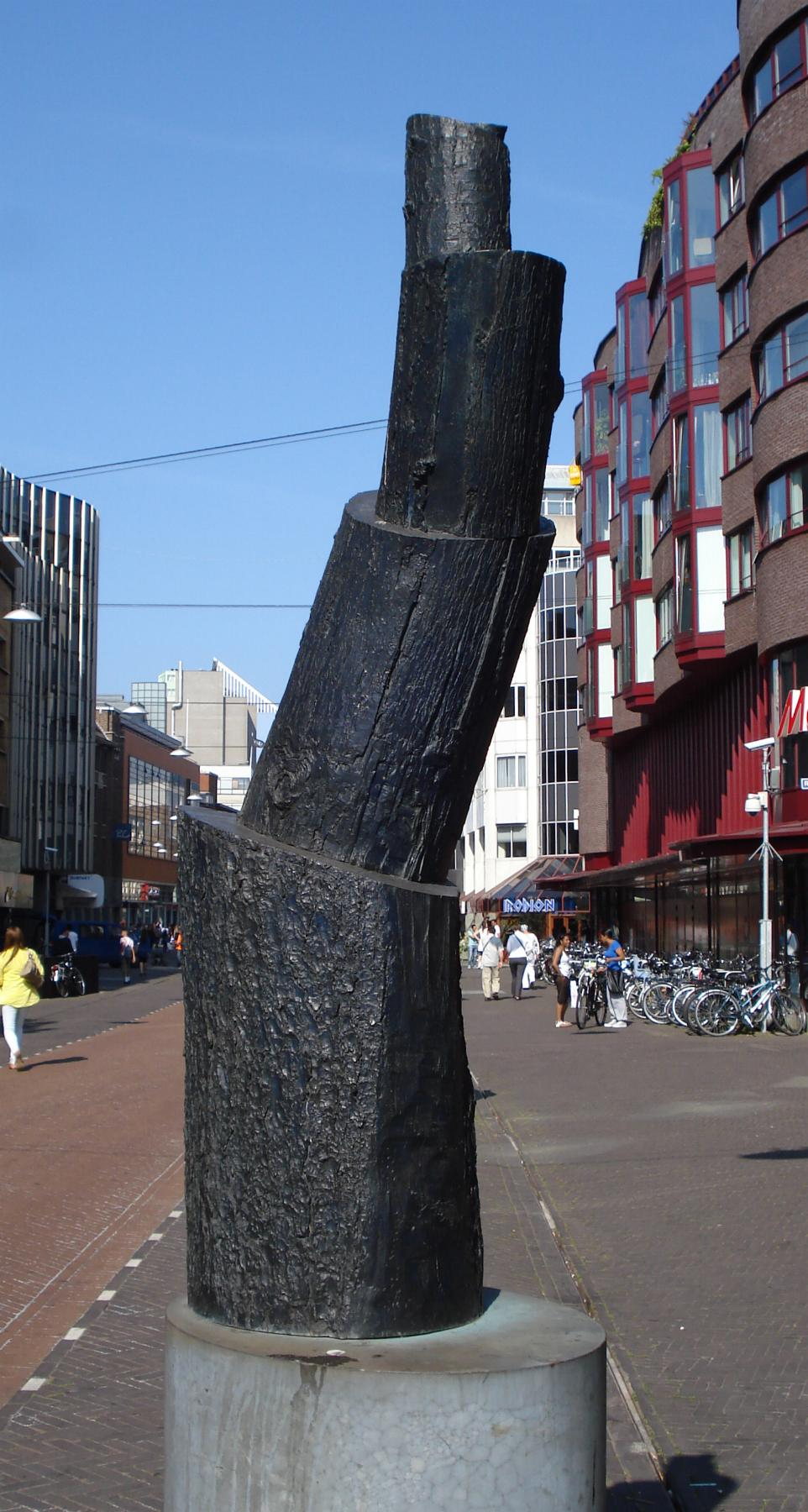
21. Sjoerd Buisman: Phyllotaxis
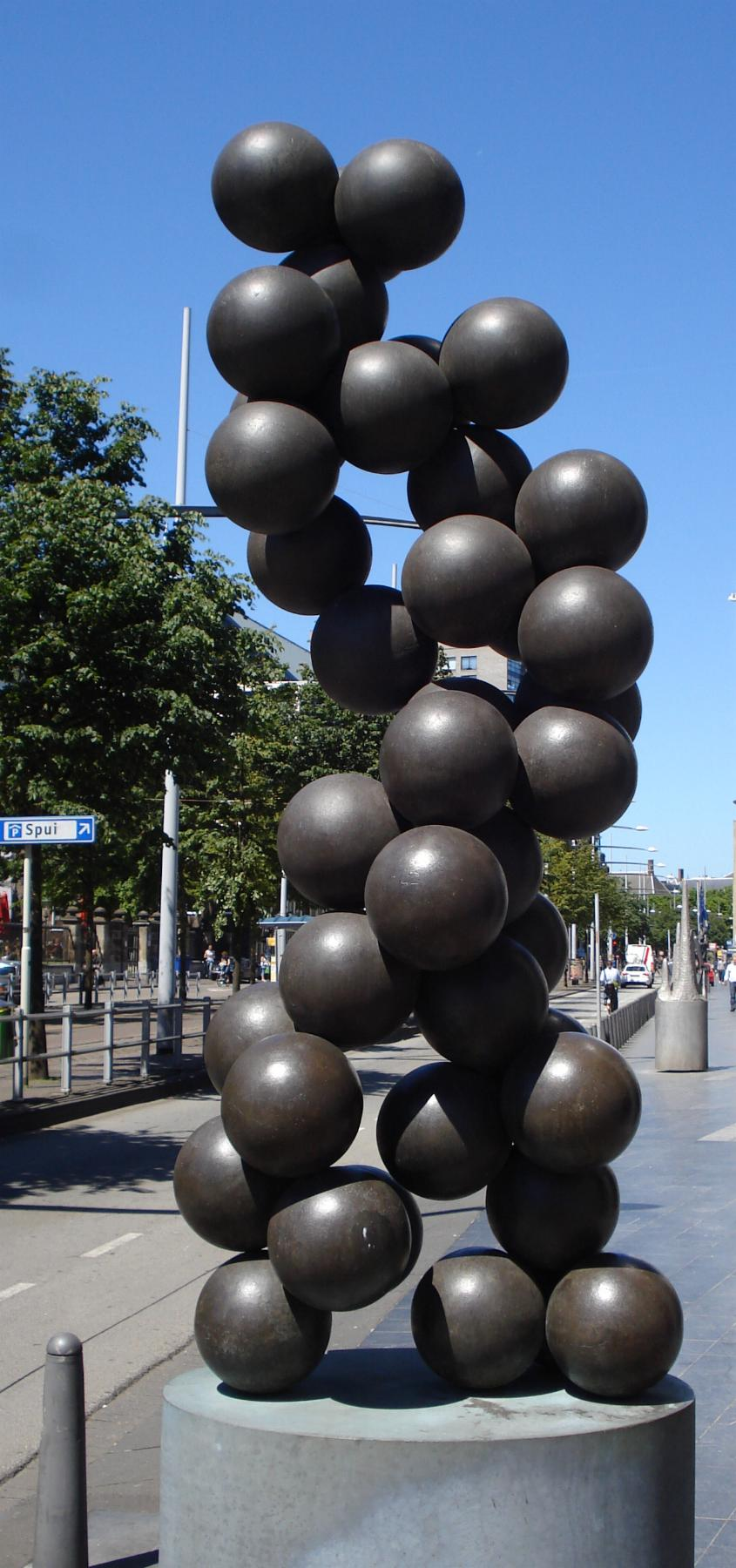
22. Leo Vroegindeweij: Ohne Titel
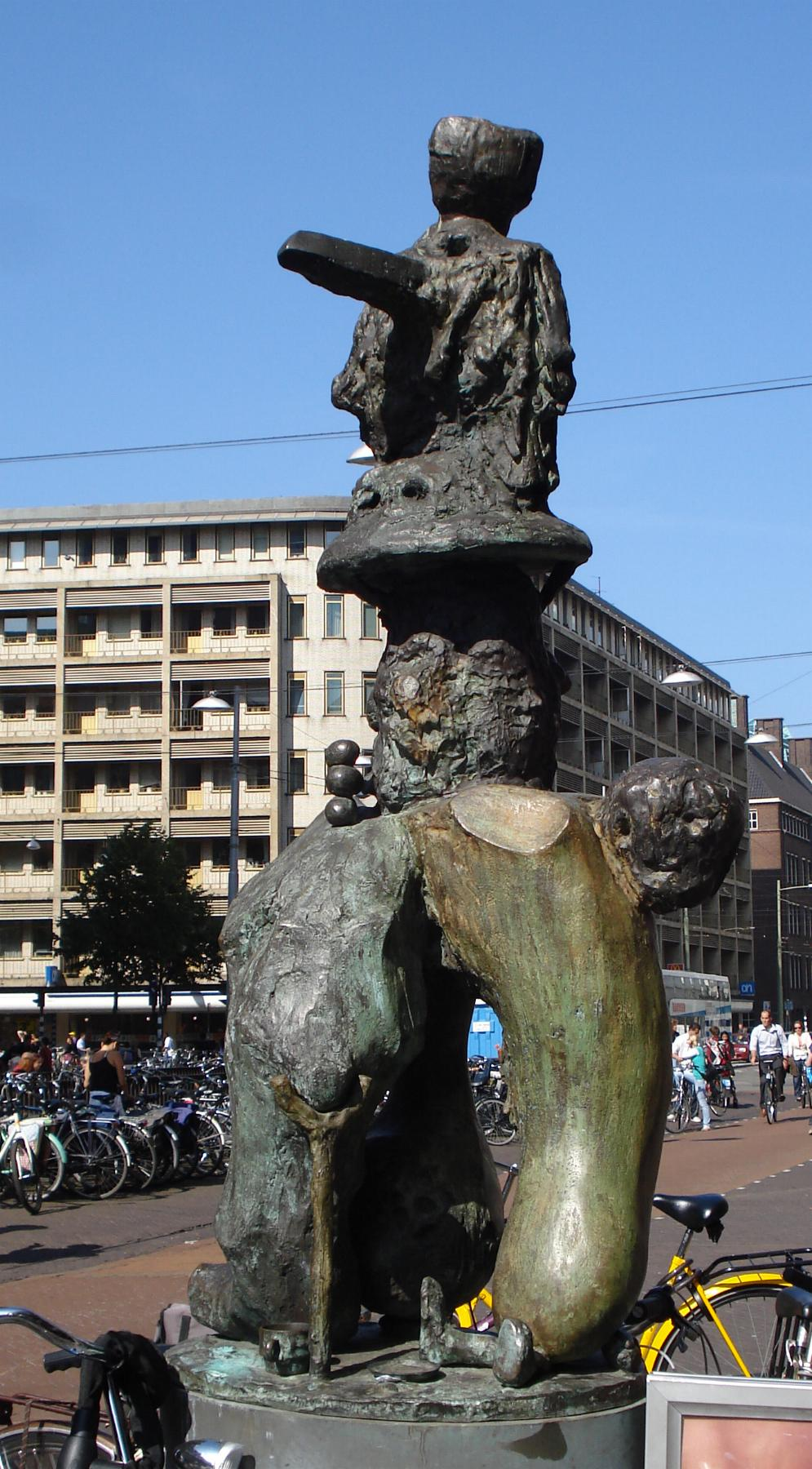
23. Peter Otto: Twisted totem
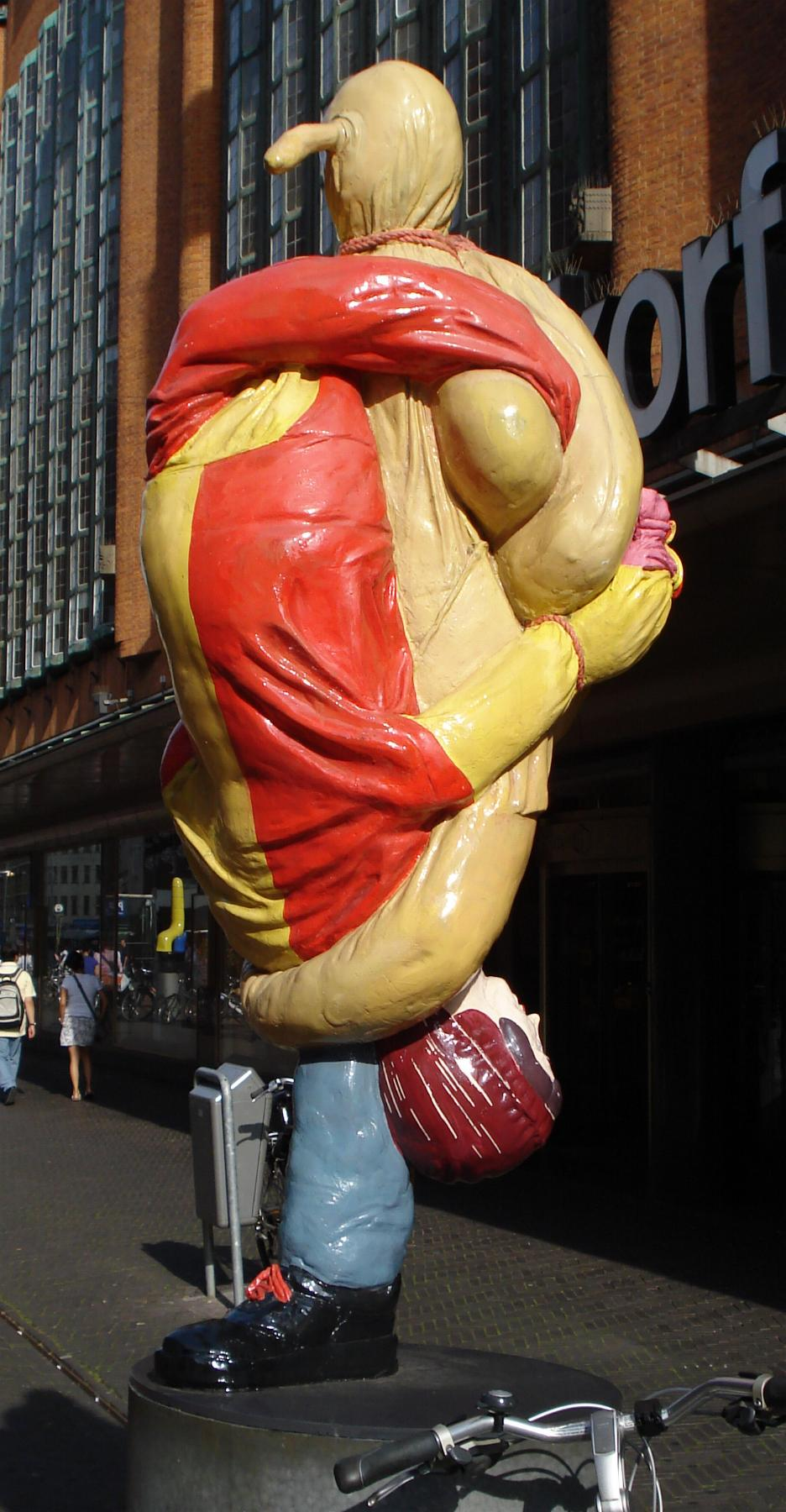
24. Gijs Assmann: The he and the she and the is of it
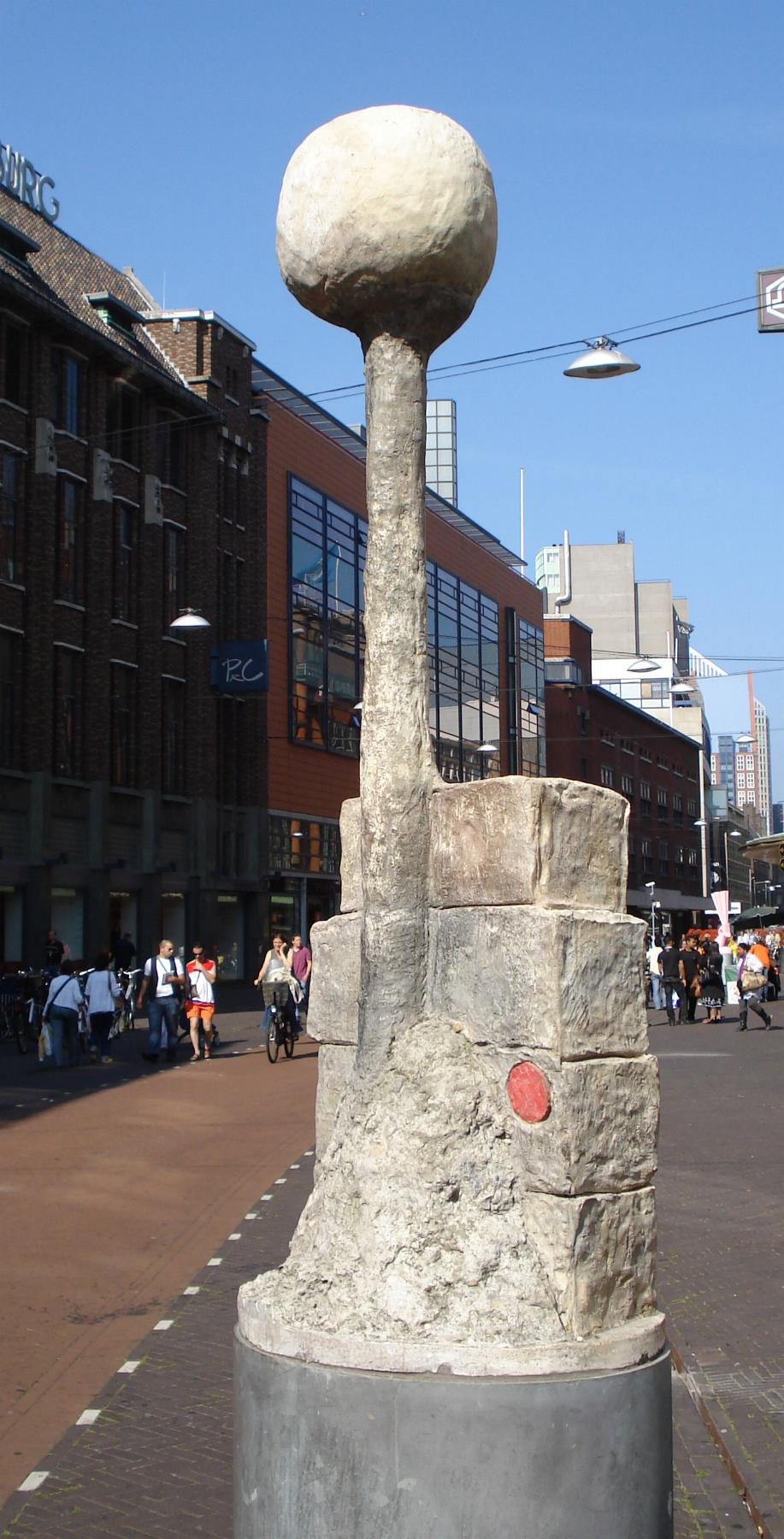
25. Arjanne van der Spek: Gisteren staat, Morgenstond
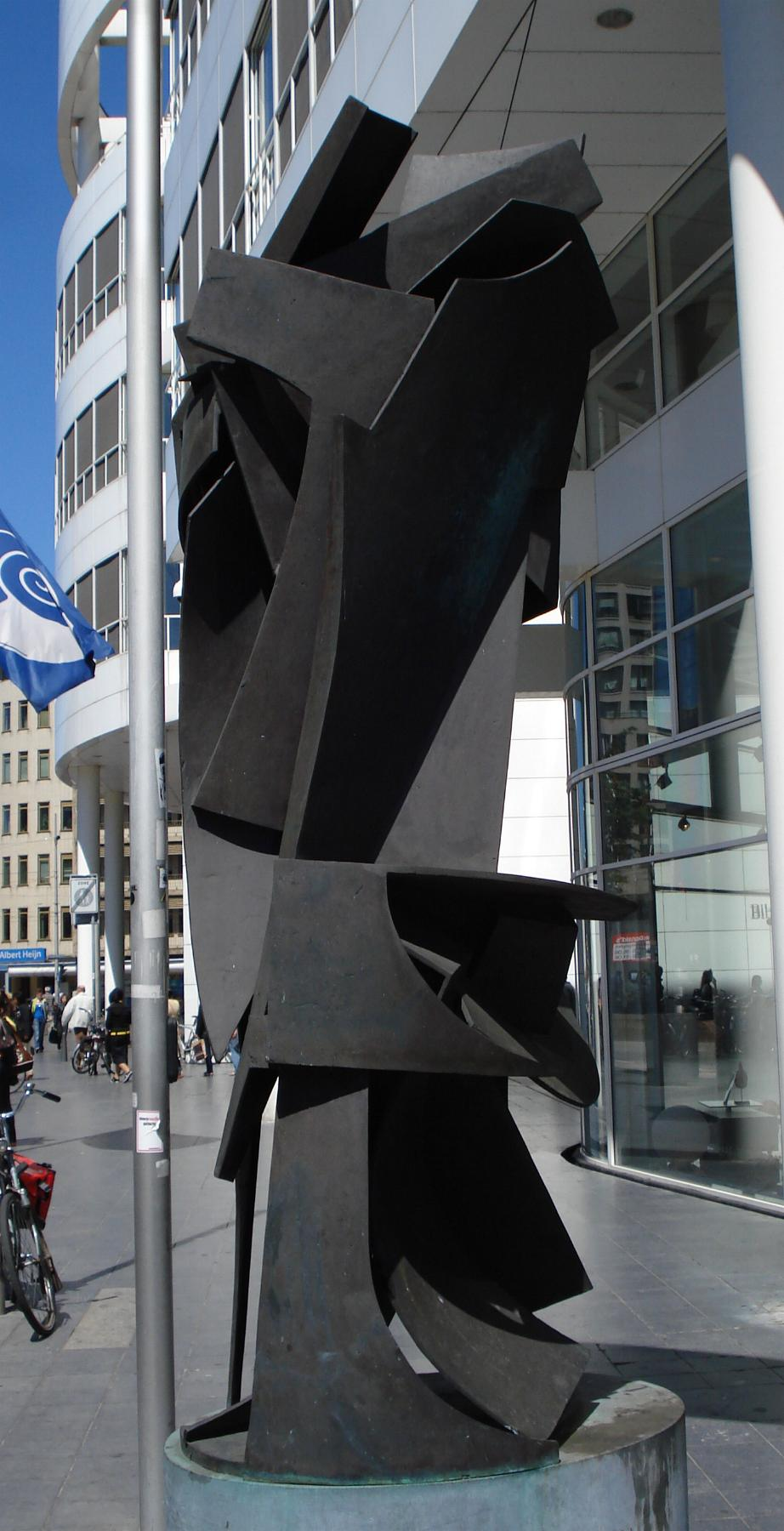
26. André Kruysen: Rondanini
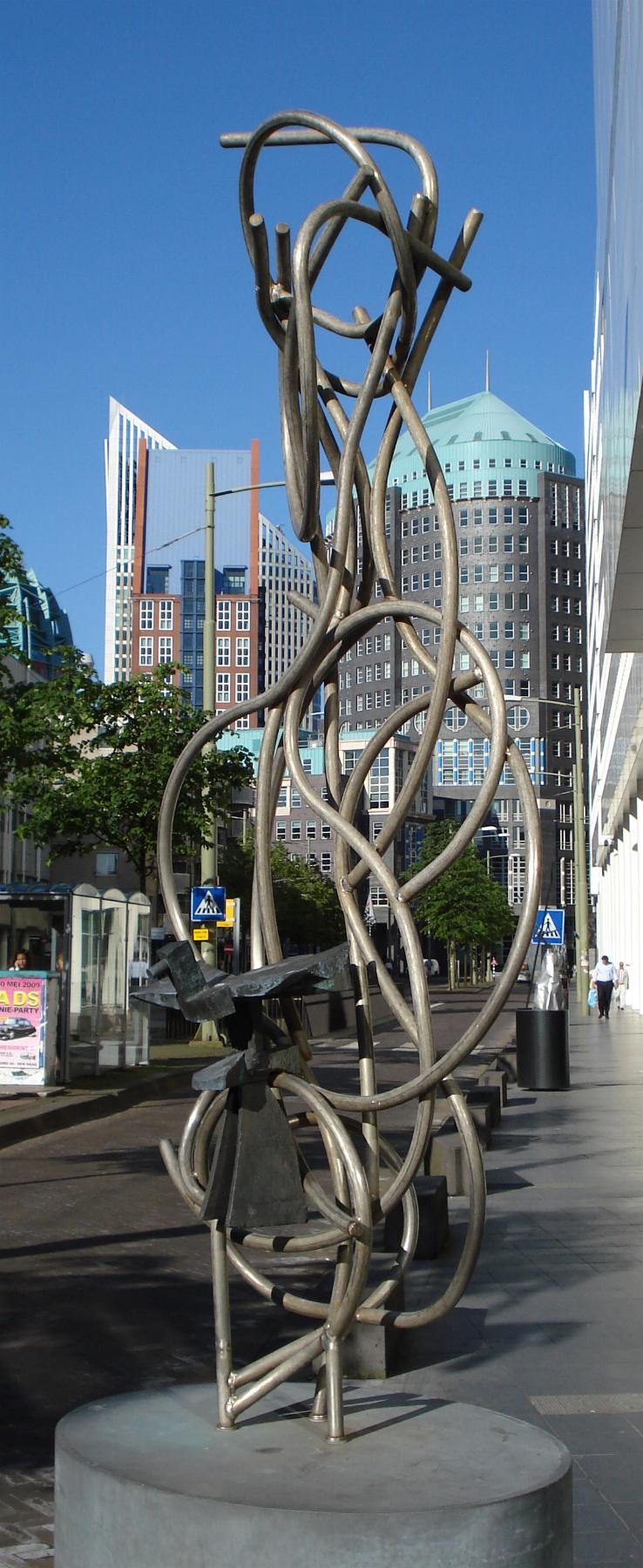
27. Emo Verkerk: Ohne Titel
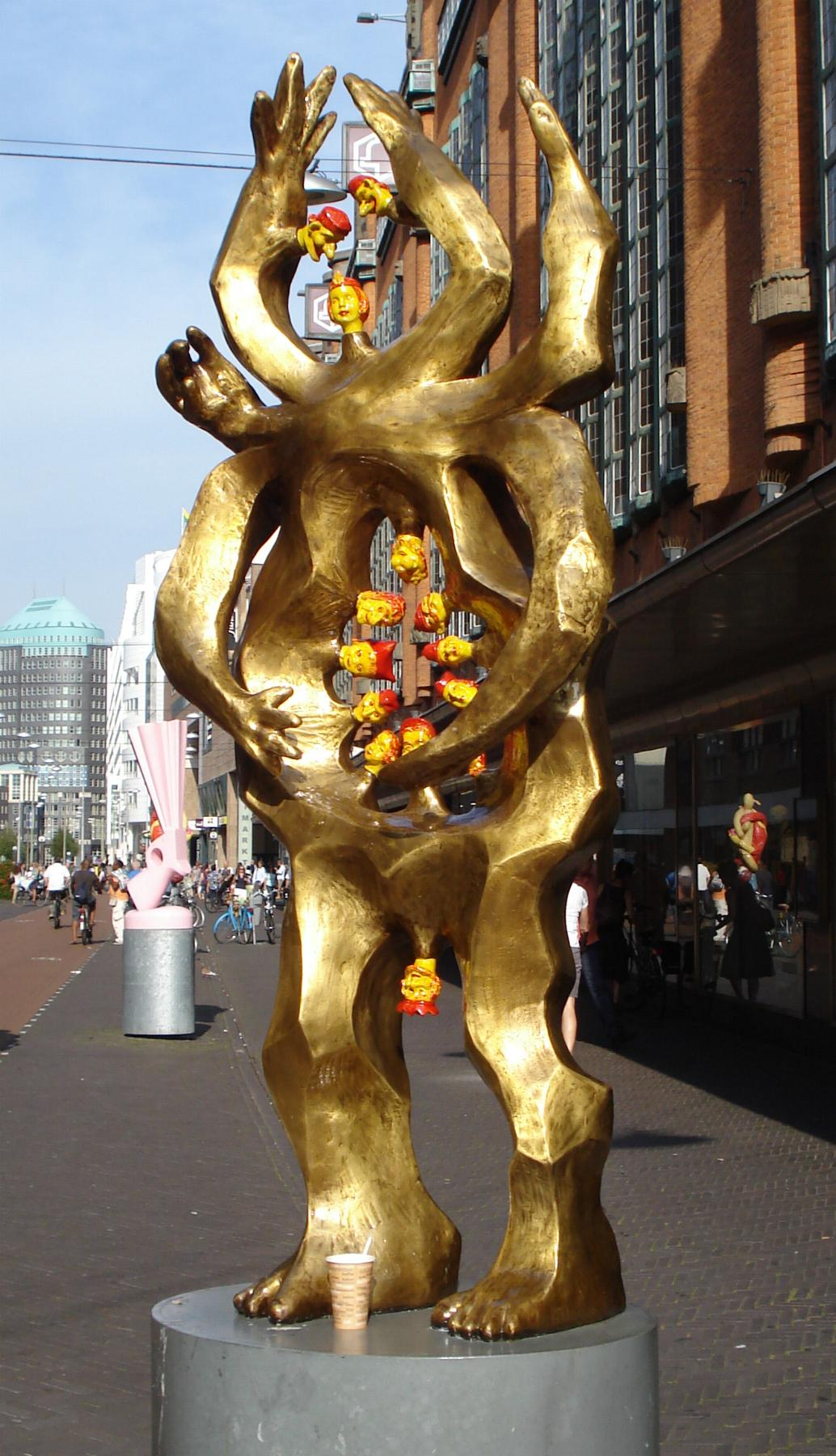
28. Rob Birza, Tantratrijn
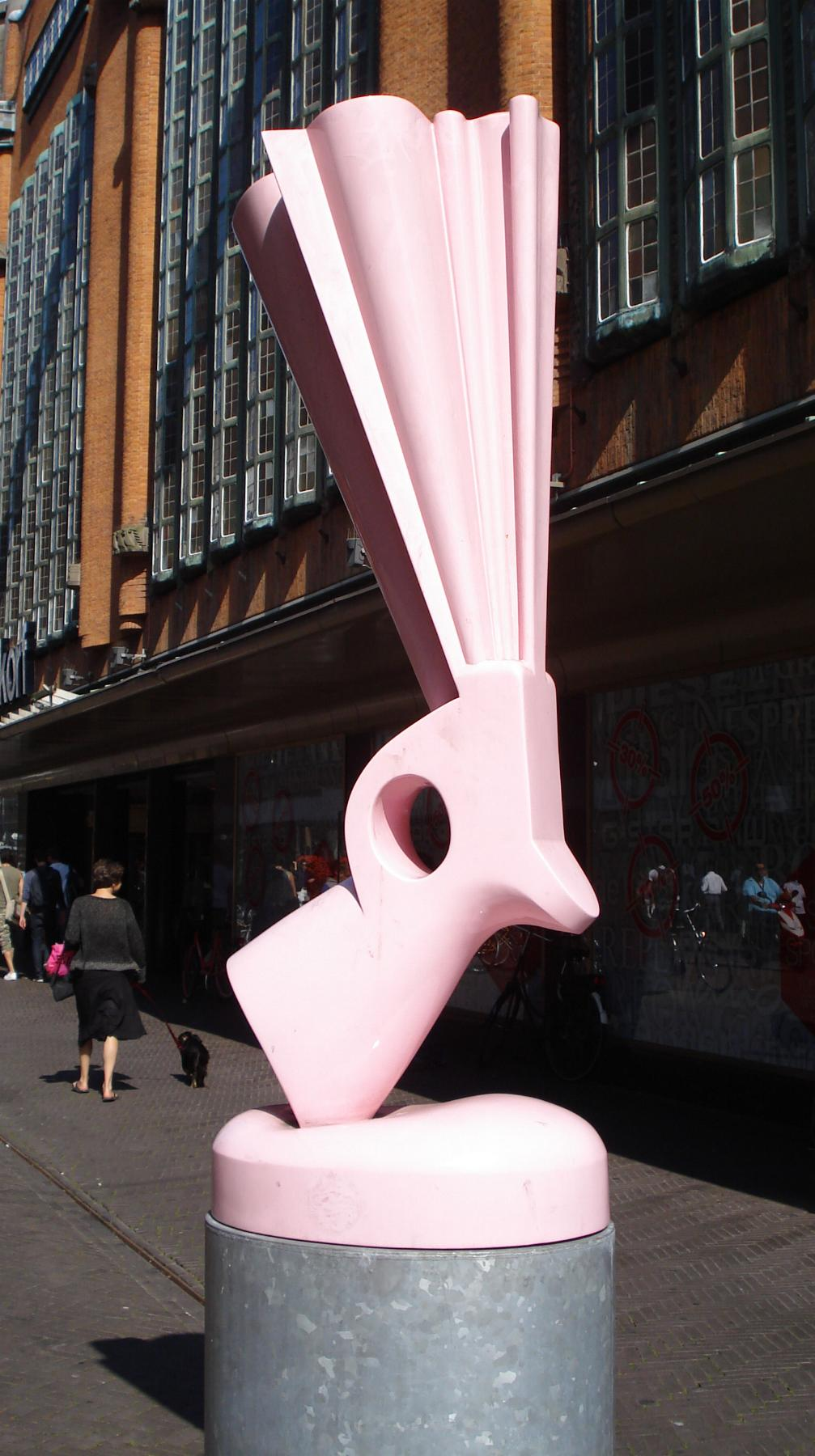
29. André van de Wijdeven: I love JR
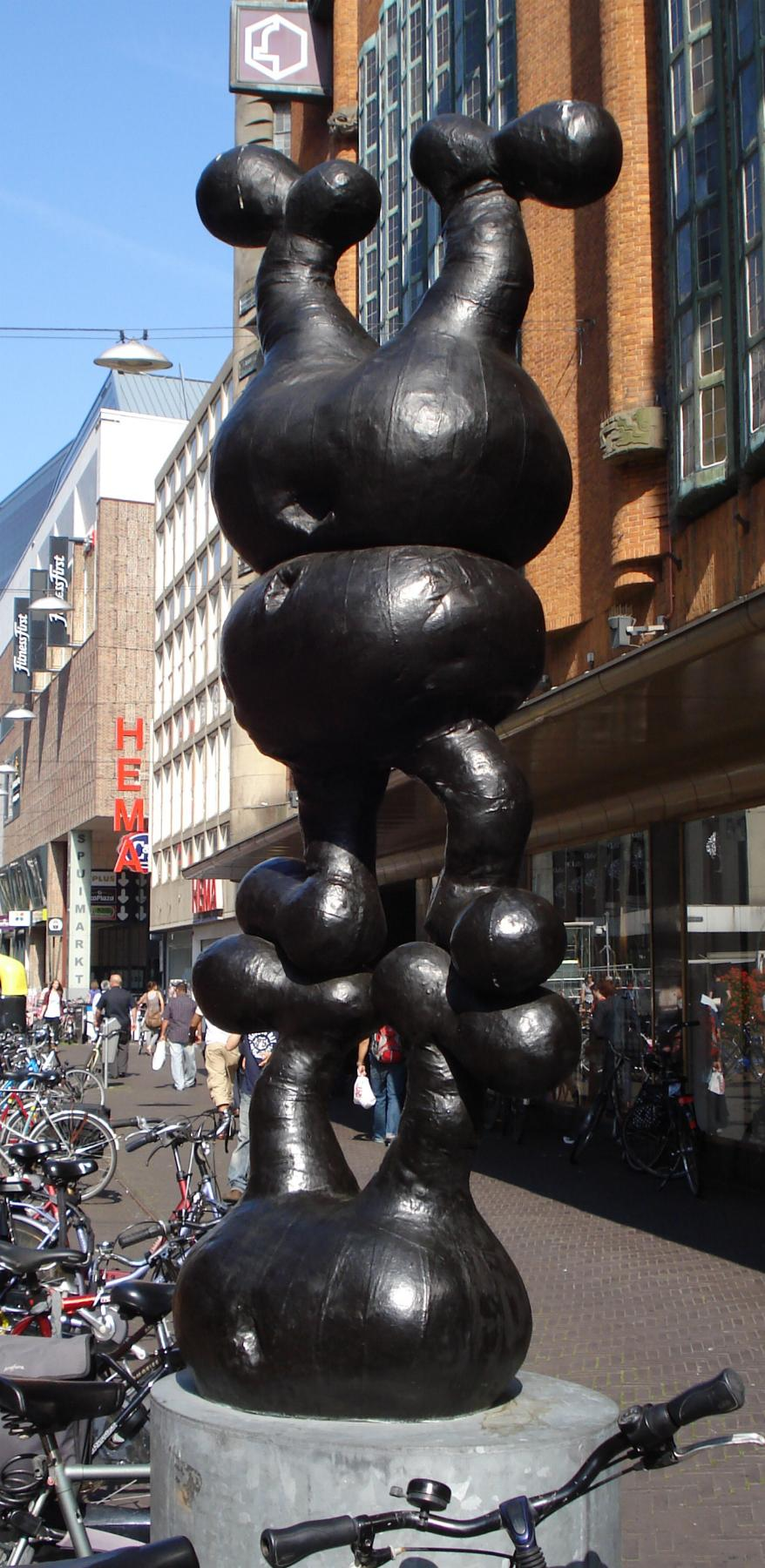
30. Christien Rijnsdorp: De hef
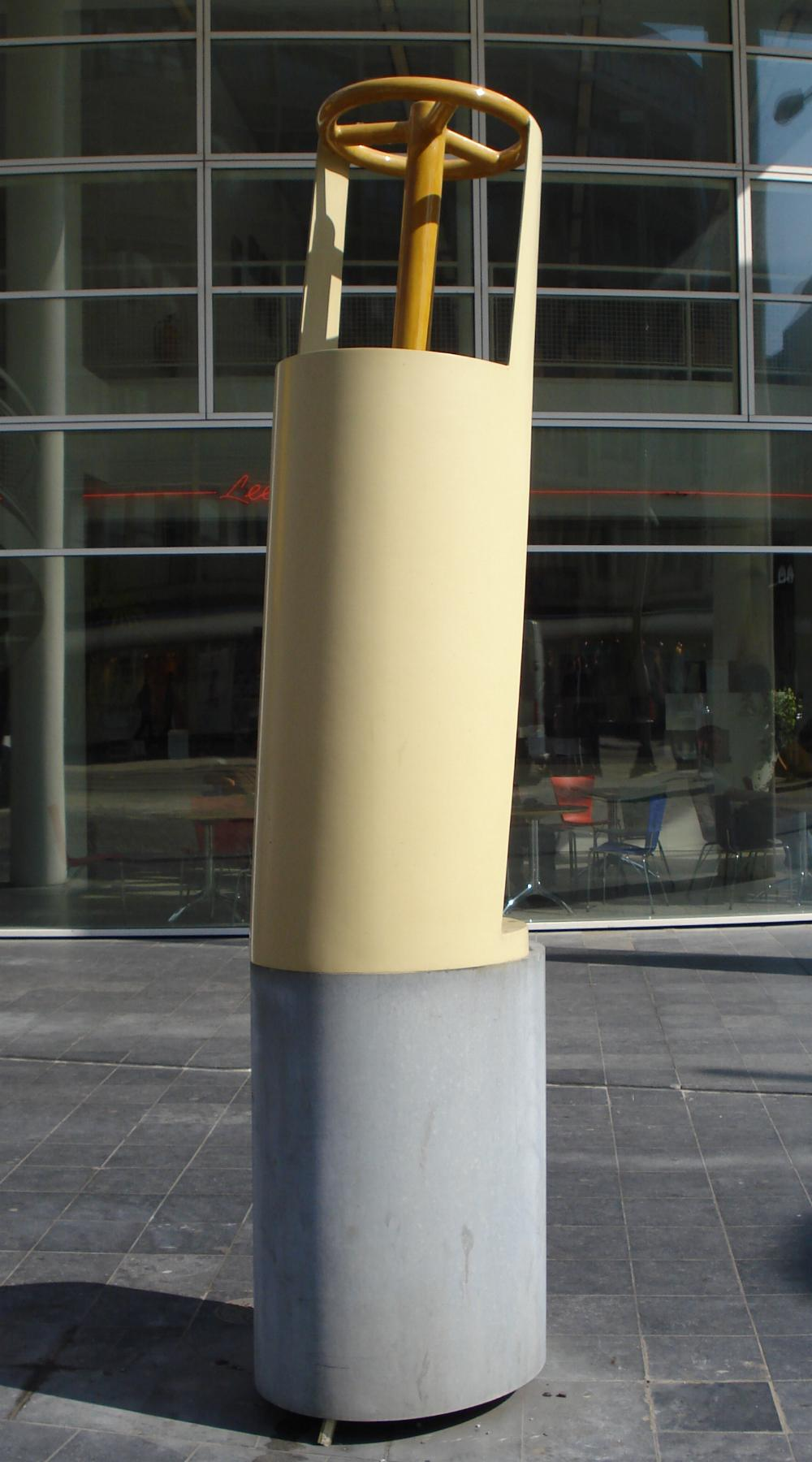
31. Jos Kruit: Ohne Titel
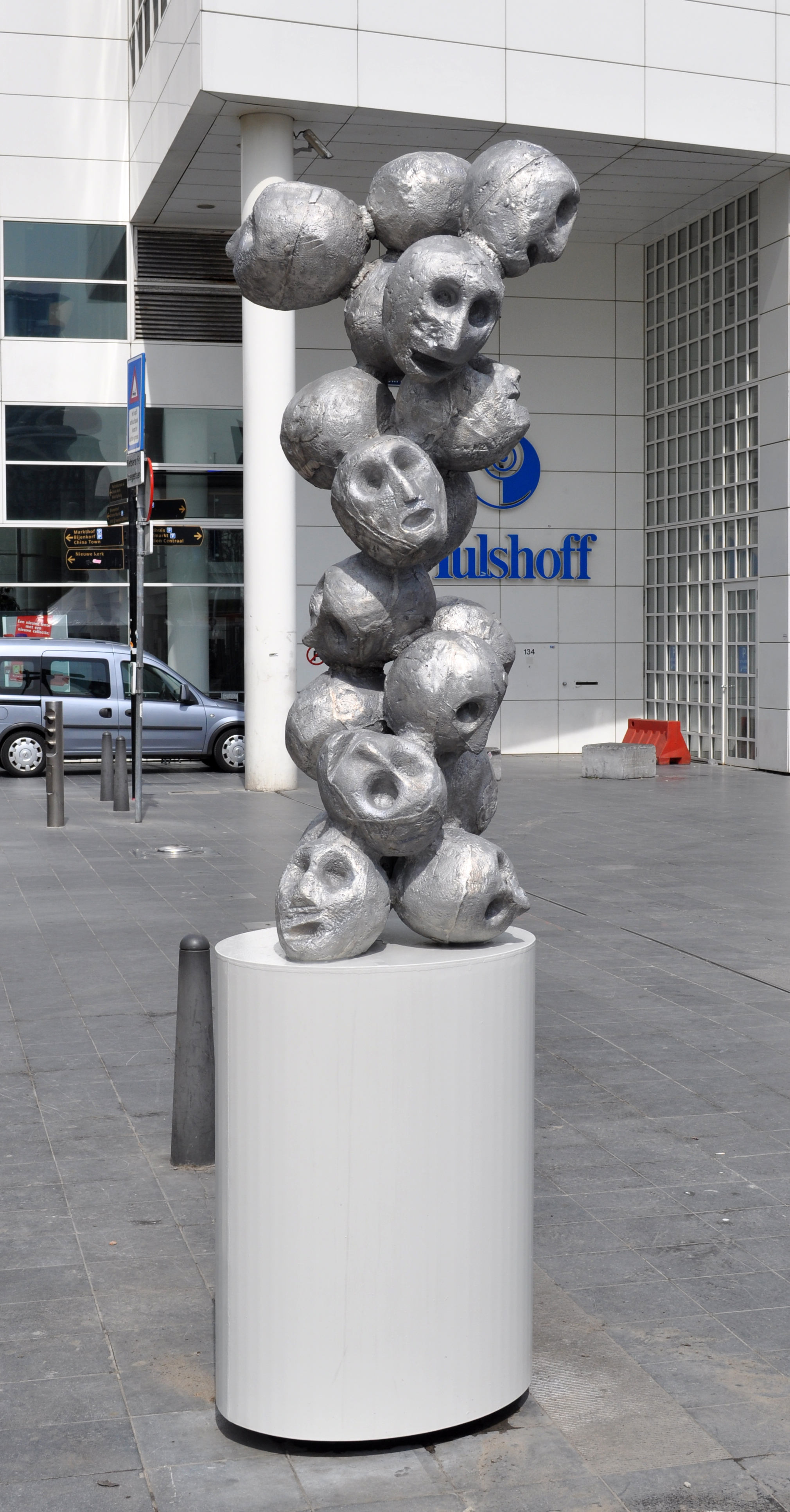
32. Atelier Van Lieshout: Veelhoofd